# 2010
2010 (MMX) a fost un an obișnuit al calendarului gregorian, care a început într-o zi de vineri. A fost al 2010-lea an d.Hr., al 10-lea an din mileniul al III-lea și din secolul al XXI-lea, precum și primul an din deceniul 2010-2019. A fost desemnat:
- Anul Internațional al Biodiversității.
- Anul european al luptei împotriva sărăciei.
- Anul orașelor Essen (Germania), Pécs (Ungaria) și Istanbul (Turcia), numite Capitale Europene ale Culturii.

## Evenimente

### Ianuarie

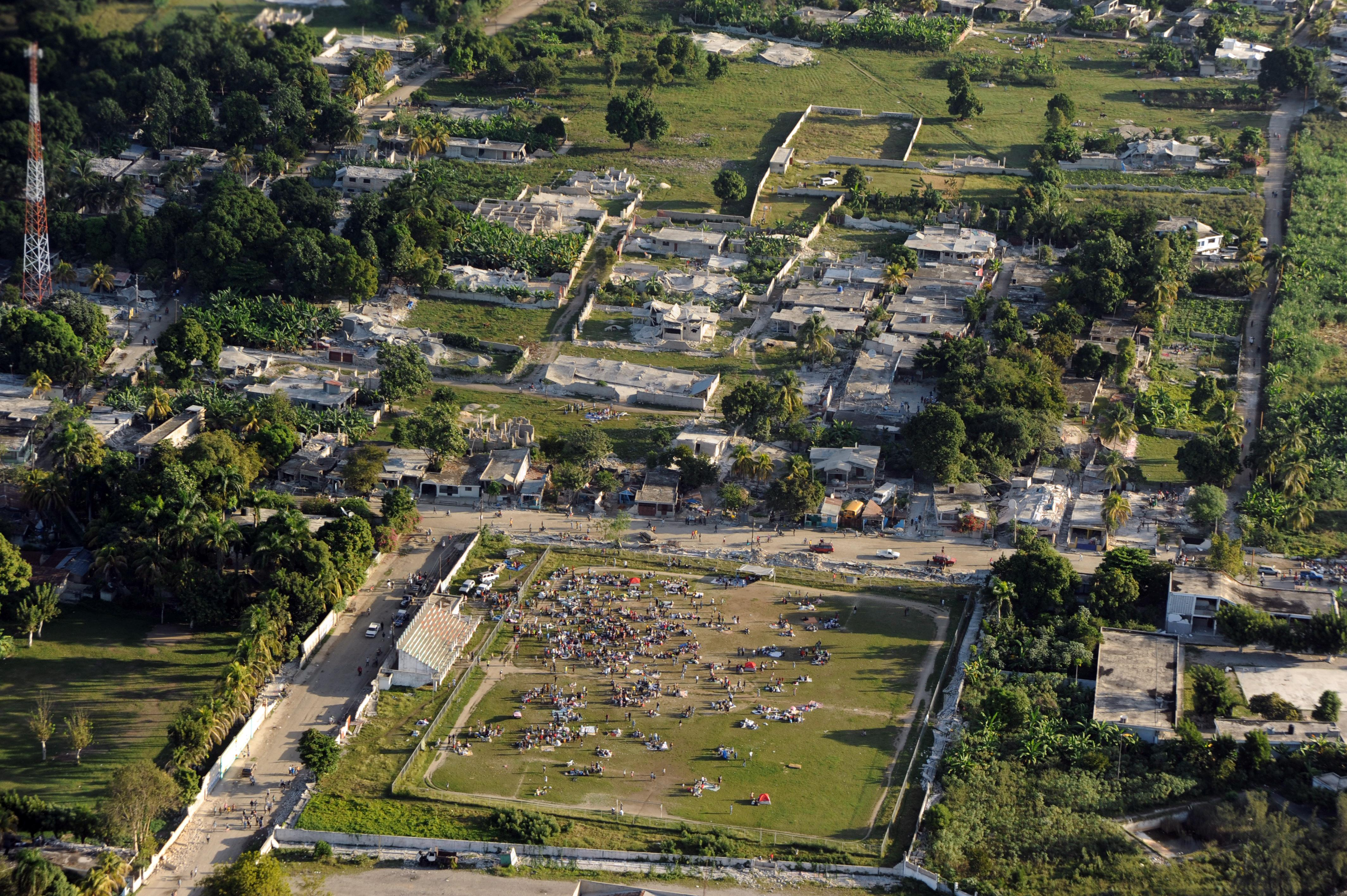
Capitala Haiti, Port-au-Prince, a doua zi după cutremurul din 12 ianuarie.

- 1 ianuarie: Spania preia de la Suedia președinția Consiliului Uniunii Europene.
- 1 ianuarie: Orașele Essen (împreună cu Regiunea Ruhr) din Germania, Pécs din Ungaria și Istanbul din Turcia au devenit Capitală Europeană a Culturii.
- 1 ianuarie: Intră în vigoare directiva 80/181/CEE[1] care permite utilizarea în viitor numai a Sistemul internațional de unități și interzice folosirea altor unități de măsură (de exmplu CP).
- 4 ianuarie: A fost inaugurată oficial clădirea Burj Khalifa din Dubai. Este cea mai înaltă structură construită de om de pe Pământ (828 m).[2]
- 11 ianuarie: Candidatul social democrat Ivo Josipović a fost ales în funcția de președinte al Croației.[3]
- 12 ianuarie: Un cutremur cu magnitudinea de 7 grade Richter devastează capitala statului Haiti, Port-au-Prince.[4]
- 15 ianuarie: Are loc cea mai lungă eclipsă solară al mileniului III (11 minute și 8 secunde).
- 17 ianuarie: A avut loc cea de-a 67-a ediție a Premiilor Globul de Aur.[5]
- 31 ianuarie: A avut loc a 52-a ediție a Premiilor Grammy. Beyonce Knowles a câștigat 6 premii - inclusiv Premiul "Song of the Year" pentru "Single Ladies (Put a Ring on it)" și Premiul "Best Female Pop Vocal Performance" pentru "Hallo", Taylor Swift 4 premii, The Black Eyed Peas, Jay-Z, Kings of Leon au câștigat 4 premii, iar Lady Gaga, A.R. Rahman, Colbie Caillat, Eminem, Kanye West, Maxwell, Jason Mraz și Rihanna au câștigat 2 premii fiecare. Judas Priest și AC/DC au luat fiecare primul Grammy din carieră.
- 31 ianuarie: S-a încheiat a 98-a ediție a turneului de tenis de Grand Slam Australian Open. La simplu, câștigătorii acestei ediții au fost Roger Federer la masculin și Serena Williams la feminin.[6]
- 31 ianuarie: Echipa masculină de handbal a Franței a câștigat Campionatul European din Austria după ce a învins în finală echipa Croației.

### Februarie

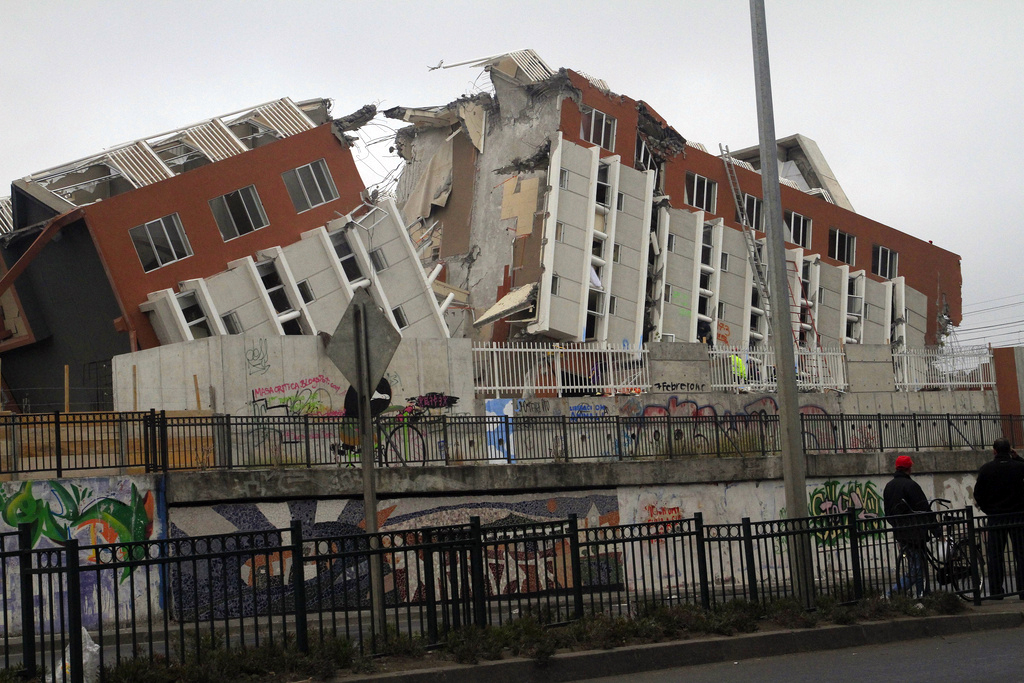
27 februarie: Clădire distrusă în cutremurul din Chile.

- 7 februarie: În urma alegerilor prezidențiale din Ucraina, Viktor Ianukovici devine noul președinte cu 35,32% din voturile exprimate.
- 12–28 februarie: A avut loc cea de-a XXI ediție a Jocurilor Olimpice de iarnă de la Vancouver, Canada.[7]
- 18 februarie: Președintele Nigerului, Tandja Mamadou, a fost capturat în urma unei lovituri de stat. În aceeași zi, rebelii au anunțat la televiziune că țara este condusă de Consiliul pentru Restaurarea Democrației (CSDR) condus de Salou Djibo.
- 20 februarie: Victor Ponta este ales președinte al Partidului Social Democrat, la Congresul Extraordinar al partidului.
- 20 februarie: Filmul Eu când vreau să fluier, fluier, de Florin Șerban a primit Ursul de Argint și distincția „Alfred Bauer” la gala Festivalului Internațional de Film de la Berlin.
- 24 februarie: Tilikum (orcă) a atacat-o mortal pe Dawn Brancheau.
- 27 februarie: Un cutremur cu magnitudinea de 8,8 grade Richter a avut loc în Chile. Acesta a avut 60 de replici, dintre care șase au avut peste 6 grade pe scara Richter.[8]

### Martie

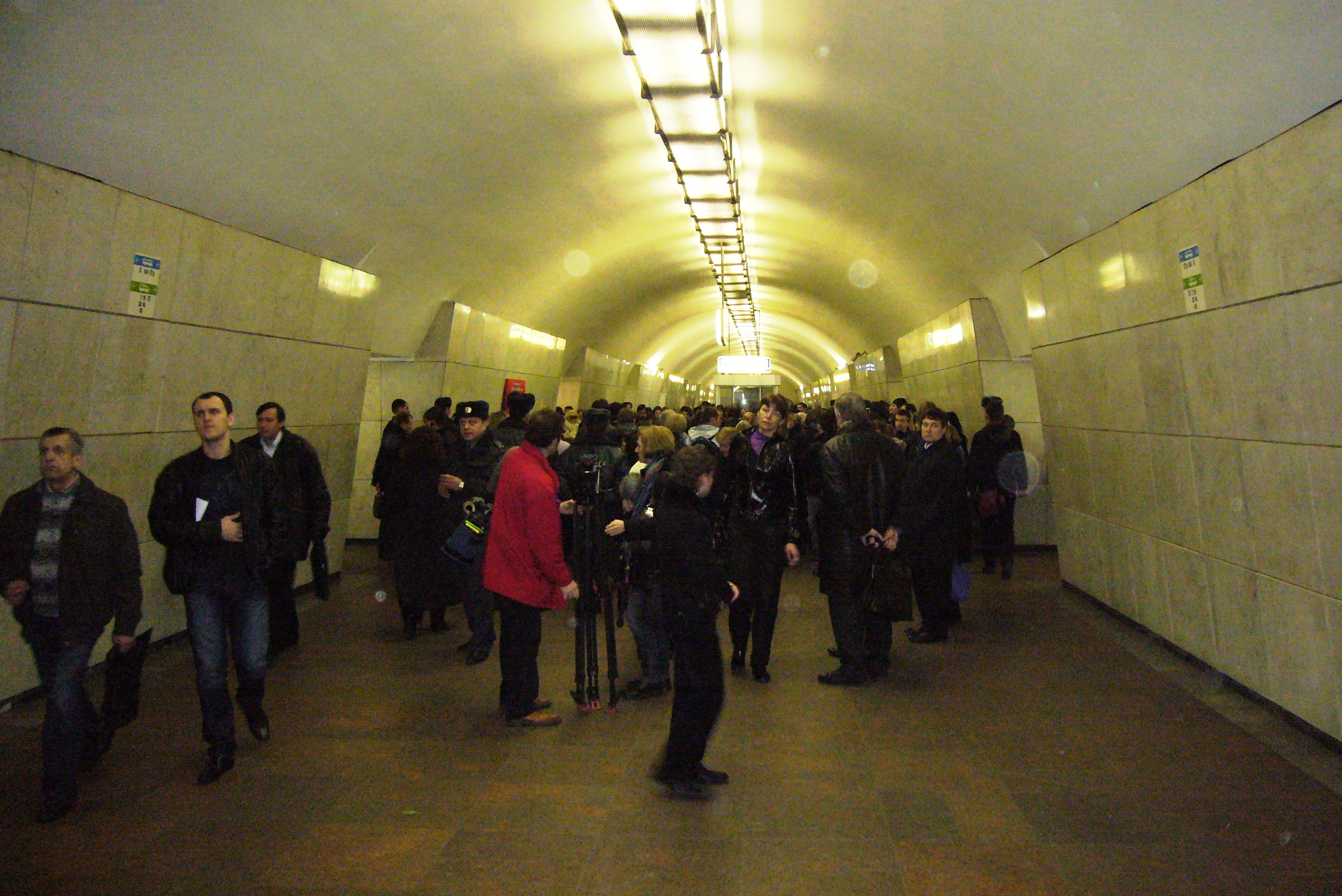
29 martie: Sala stației de metro Lubianka în ziua de după atentat

- 6 martie: Crin Antonescu obține al doilea mandat pentru șefia PNL, după ce a câștigat împotriva unicului său adversar, Ludovic Orban.[9]
- 6 martie: Paula Seling și Ovidiu Cernăuțeanu caștigă preselecția națională Eurovision 2010, cu piesa Playing with fire.[10]
- 7 martie: A avut loc a 82-a ediție a Premiilor Oscar, prezentate de Steve Martin și Alec Baldwin. Marele câștigător a fost desemnat The Hurt Locker, regizat de Kathryn Bigelow, câștigând 6 statuete, detronând mult apreciatul Avatar.
- 29 martie: La Moscova un dublu atentat cu bombă a ucis 40 de persoane în 2 stații de metrou, una din ele fiind situată la 500 metri de Kremlin.[11]
- 29 martie: A avut loc a 4-a ediție a Premiilor Gopo. Marele câștigător al serii a fost filmul Polițist, adjectiv, regizat de Corneliu Porumboiu.

### Aprilie

Accidentul petrolier din Golful Mexic

- 5 aprilie: Exploratorul francez Jean-Louis Etienne a plecat din arhipelagul Svalbard din Norvegia, în prima traversare a Polului Nord realizată de o singură persoană, într-un balon.
- 7 aprilie: Proteste de stradă în Kârgâzstan. Președintele Kurmanbek Bakiev fuge din capitala Bișkek, iar mai apoi din țară, după ce ministrul de interne a fost ucis de protestatari. Fostul ministru de externe Roza Otunbayeva preia provizoriu puterea.[12]

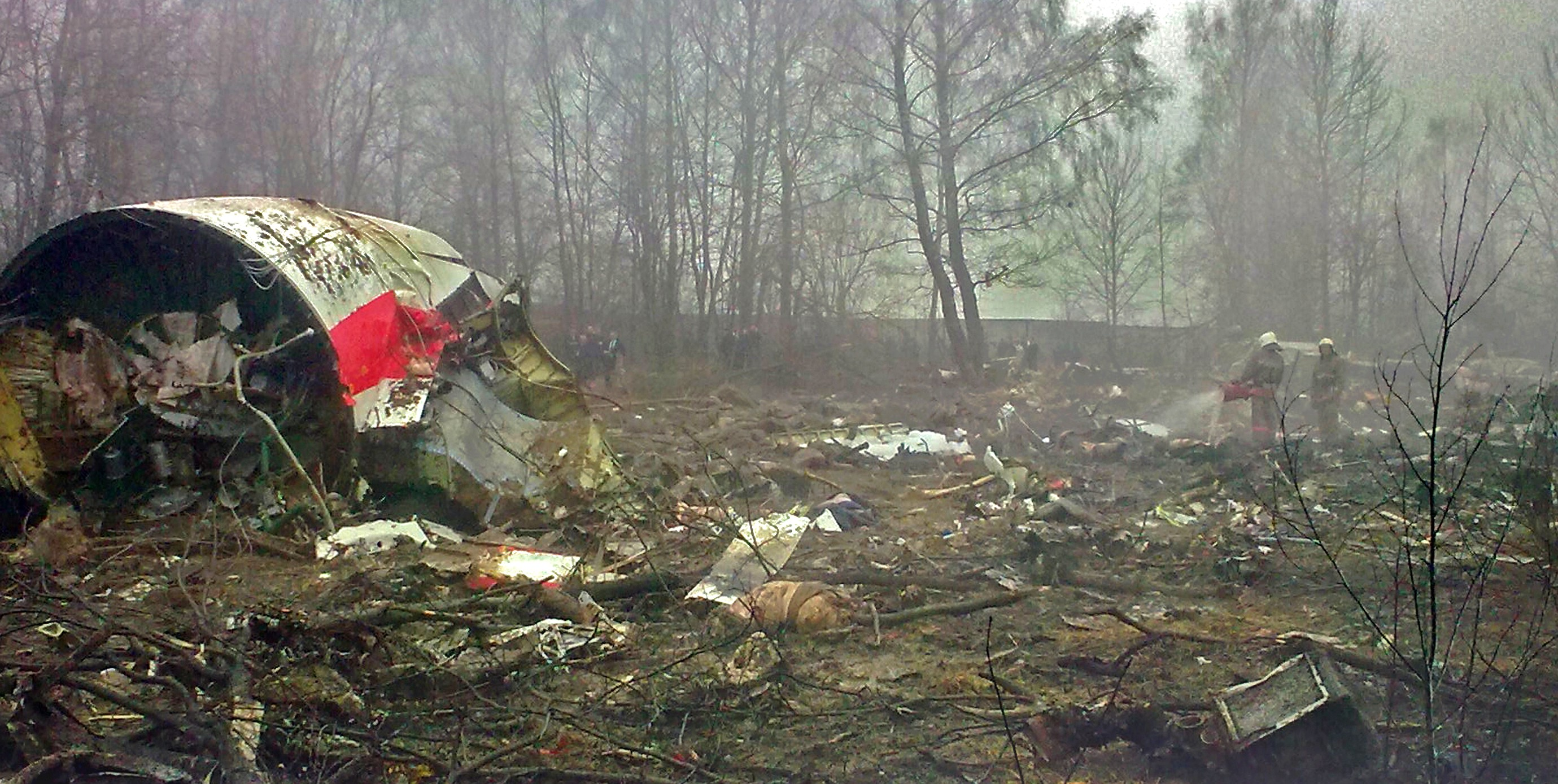
Accidentul aviatic de la Smolensk în care președintele Poloniei, soția acestuia, guvernatorul Băncii Naționale Poloneze, oficiali și oameni de marcă polonezi au fost uciși

- 10 aprilie: Accidentul aviatic de la Smolensk din 2010: Președintele Poloniei, soția acestuia, guvernatorul Băncii Naționale Poloneze, oficiali și oameni de marcă polonezi au decedat în urma unui accident aviatic produs în apropiere de aeroportul din Smolensk, Rusia.[13] Bilanț: 96 morți.
- 13 aprilie: Un cutremur cu magnitudinea de 6,9 grade Richter a omorât peste 2.000 de persoane în provincia Qinghai, China.
- 14 aprilie: Vulcanul Eyjafjallajökull din Islanda a erupt, formând un nor de cenușă care a cuprins întregul continent european.[14]
- 16 aprilie: În Austria, un avion ceh de mici dimensiuni a explodat în zbor. Pilotul, de origine slovacă, a murit în accident.
- 17 aprilie: La ora 5:00 ora României, norul de cenușă format în urma erupției vulcanului Eyjafjallajökull a intrat pe teritoriul României. Cursele aeriene care au ca punct de plecare și destinație aeroporturile din Baia Mare, Suceava, Cluj-Napoca și Târgu Mureș au fost anulate.
- 19 aprilie: A 18-a ediție a premiilor UNITER.[15]
- 20 aprilie: La o adâncime de 1.500 m în Golful Mexic, la circa 80 km de Venice (Louisiana), explodează puțul de petrol care perfora platforma Deepwater Horizon, aflată în proprietatea companiei Transocean și închiriată colosului petrolier British Petroleum (BP). Mor 11 muncitori și alți 17 sunt răniți. O estimare vorbește despre circa 1.000 barili de petrol care se revarsă din puț în fiecare zi, răspândindu-se în mare.
- 22 aprilie: Platforma în flăcări se scufundă.
- 25 aprilie: BP utilizează roboți subacvatici controlați de la distanță pentru a încerca să repare defecțiunea, dar tentativa eșuează.
- 29 aprilie: Guvernatorul statului Louisiana declară stare de urgență.
- 28 aprilie: Funcționari de la Casa Albă afirmă că cel puțin 5.000 barili de țiței sunt eliberați în fiecare zi din puț, o cantitate egală cu 800.000 litri. Paza de coastă a SUA declanșează o procedură de incendii controlate a petelor de petrol de la suprafața mării. La începutul lunii iunie, incendiile eliminau 67.000 barili de țiței.
- 25 aprilie: Al doilea tur al alegerilor parlamentare în Ungaria, câștigate de partidul de centru dreapta condus de Viktor Orbán.[16]
- 25 aprilie: Heinz Fischer a fost reales în funcția de președinte al Austriei.[17]

### Mai

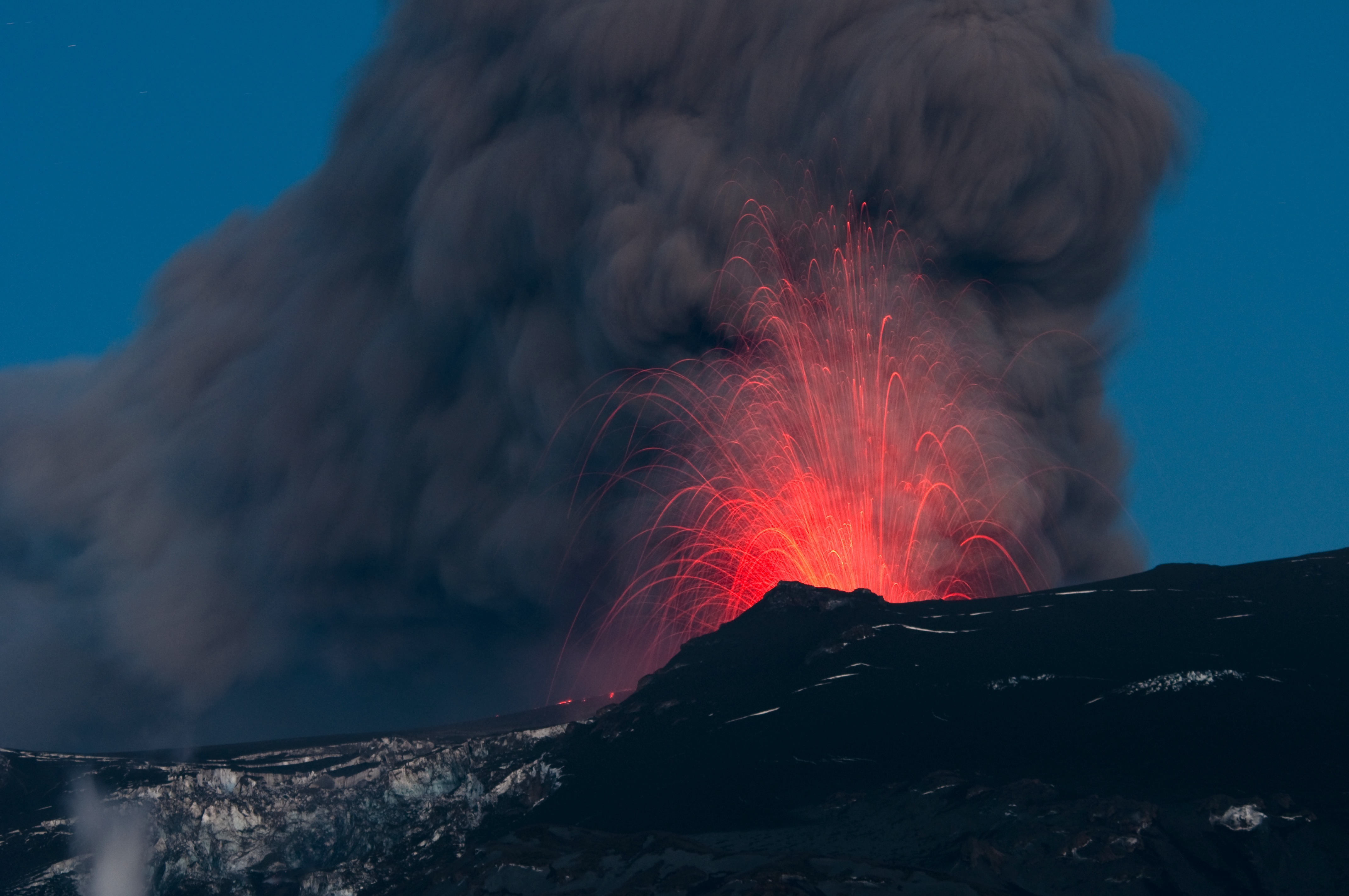
Erupția vulcanului Eyjafjallajökull

- 1 mai - 31 octombrie: Expoziția Universală 2010 de la Shanghai, China. Pavilionul României este construit în formă de măr.[18]
- 2 mai: Eurogroup și Fondul Monetar Internațional au aprobat acordarea unui ajutor de 110 miliarde de euro Greciei. Este cel mai mare pachet de asistență financiară acordat până acum. În schimb, guvernul Papandreou s-a angajat să reducă cheltuielile bugetare cu încă 30 miliarde de euro.[19]
- 6 mai: Alegeri parlamentare în Marea Britanie.
- 6 mai: Apar primele pete de petrol pe coastele insulelor Chandeleur, în rezervația naturală Breton.
- 8 mai: Antrenorul formației de handbal masculin HCM Constanța, Zoran Kurteș a fost găsit mort într-un hotel din Mamaia. Acesta a murit din cauza unui atac de cord.[20]
- 10 mai: BP lansează un site web pentru a strânge sfaturi cu privire la modalități de a bloca puțul.
- 11 mai: În urma Alegerilor legislative din Regatul Unit, Gordon Brown demisionează din funcția de premier, fiind înlocuit de David Cameron.[21]
- 12 mai: Atletico Madrid a câștigat finala Europa League în fața echipei Fulham.[22]
- 14 mai: BP începe procedura de înserare a unui tub flexibil cu lungimea de o milă în conducta deteriorată, astfel încât o navă-cisternă să poată aspira petrolul. Funcționează, dar reușește să strângă nu mai mult de 2.000 barili/zi.
- 20 mai: Cinci picturi în valoare de 100 milioane de € sunt furate de la Muzeul de Artă Modernă din Paris.[23][24]
- 22 mai: Internazionale Milano câștigă Liga Campionilor 2009-2010 în fața echipei Bayern München[25]
- 24 mai: BP oferă 500 mil. dolari pentru studiul efectelor mareei negre.
- 26 mai: Se declanșează operațiunea "Top Kill", care prevede acoperirea puțului prin pomparea de nămoluri grele pentru reducerea presiunii petrolului.
- 27 mai: Dispersia de petrol a depășit-o pe cea provocată în 1989 de Exxon Valdez (de 262.000 barili de țiței); este acum estimată la 19.000 barili/zi, calificându-se drept "cel mai grav dezastru ambiental din istoria Statelor Unite".
- 28 mai - 6 iunie: A 9-a ediție a Festivalului Internațional de Film Transilvania.[26]
- 29 mai: Finala concursului Eurovision din Norvegia. Concursul a fost câștigat de Germania cu 246 puncte.[27]
- 29 mai: BP admite că operațiunea "Top Kill" a eșuat.
- 31 mai: Debutează operațiunea "Cut and Cap": tăierea valvei de siguranță care nu a funcționat la gura puțului și acoperirea ei cu o valvă de blocare numită Lower Marine Riser Package (Lmrp).

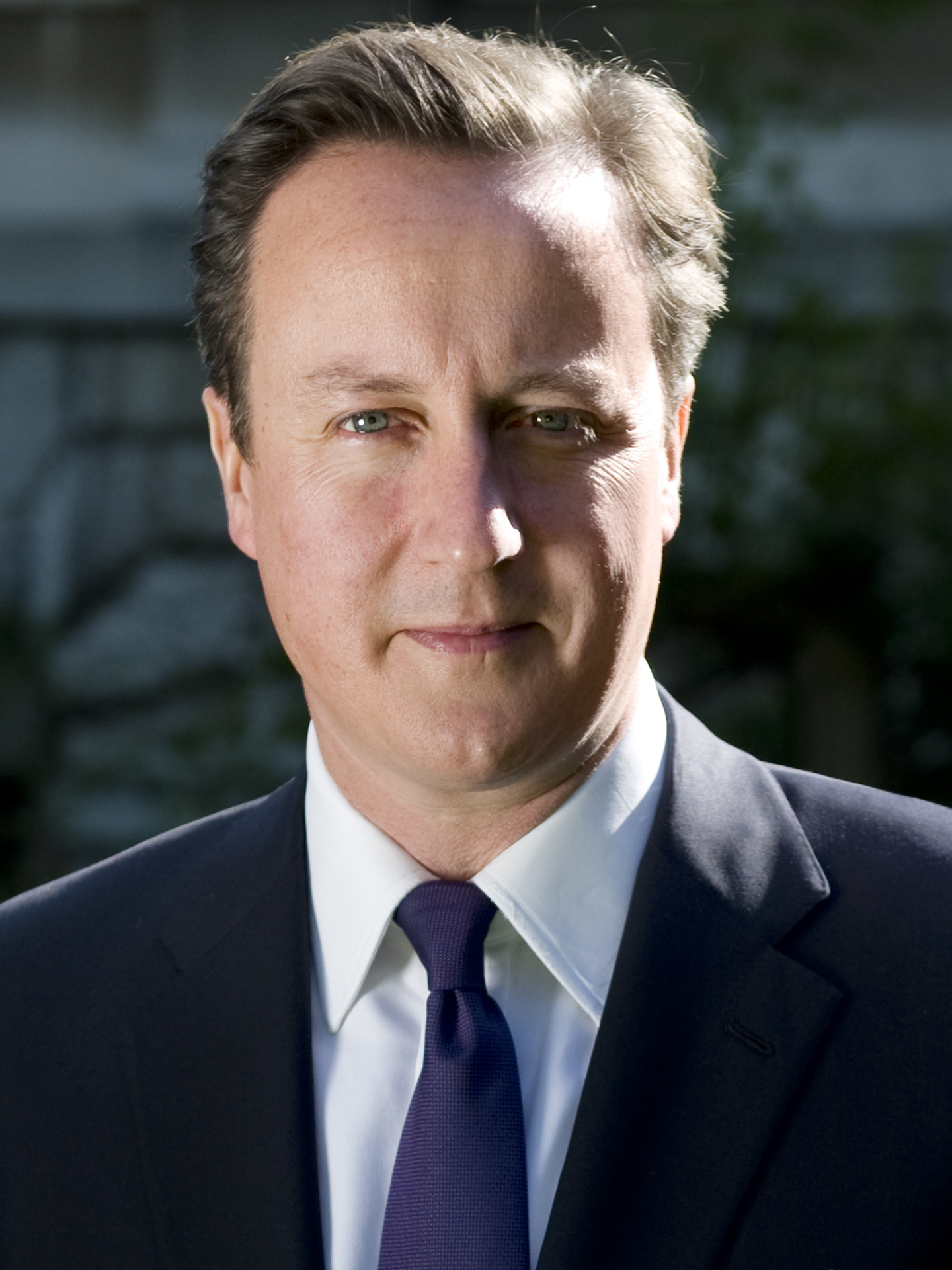
David Cameron este numit premier al Marii Britanii

### Iunie

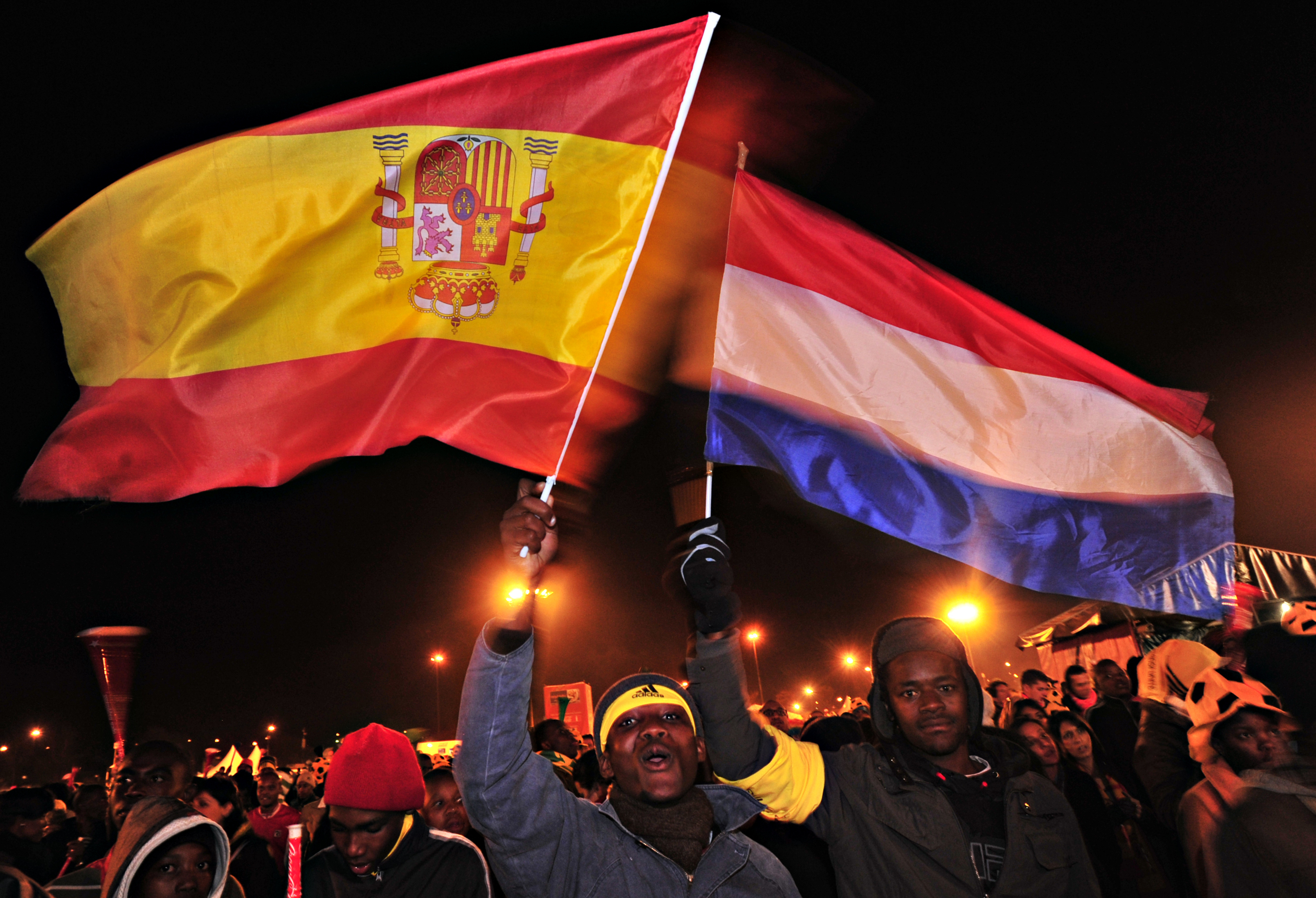
Spania, noua campioană mondială la fotbal

- 5-12 iunie: A 47-a ediție a Turului ciclist al României, încheiat cu victoria bulgarului Vladimir Koev.[28]
- 11 iunie-11 iulie: Organizarea Campionatului Mondial de fotbal din Africa de Sud, câștigat de Spania.[29]
- 25-26 iunie: Al 36-lea summit G8 s-a desfășurat în Huntsville, Ontario, Canada.
- 26-27 iunie: Al 4-lea summit G20 s-a desfășurat în Toronto, Canada.
- 30 iunie: Christian Wulff a fost ales de către Adunarea Federală în funcția de președinte al Germaniei pentru următorii 5 ani.[30]

### Iulie
- 1 iulie: Belgia preia de la Spania președinția Consiliului Uniunii Europene.
- 3-25 iulie: A 97-a ediție a Turului Franței.
- 5 iulie: Bronisław Komorowski a fost ales în funcția de președinte al Poloniei cu 53,01% față de contracandidatul său, Jarosław Kaczyński care a strâns 46,99%.[31]
- 11 iulie: Eclipsă solară totală (Pacificul de Sud, America de Sud).
- 27 iulie - 1 august: La Oradea s-a desfășurat Cupa Mondială de Polo de Apă. Echipa națională de polo a Serbiei a câștigat finala în fața Croației. România s-a clasat pe locul 5 și s-a calificat la Campionatul Mondial de Polo din 2011.
- 27 iulie - 1 august: La Barcelona s-a desfășurat cea de-a 20-a ediție a Campionatelor Europene de Atletism.

### August

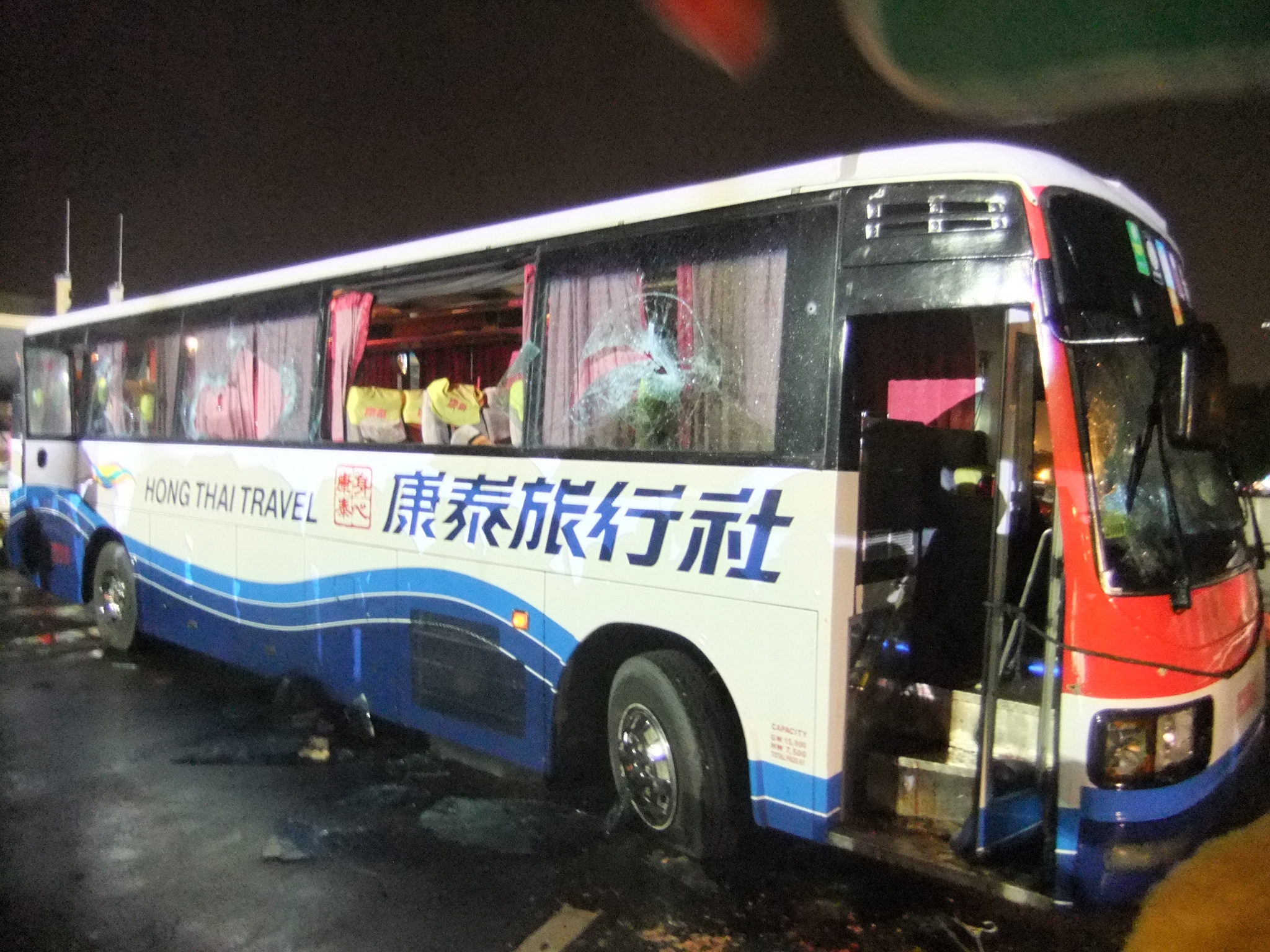
23 august: Ostatici la Manila

- 14-26 august: Inaugurarea Jocurilor Olimpice de Tineret 2010 care s-au desfășurat la Singapore. România a încheiat cu 1 medalie de aur, 4 de argint și 2 de bronz.[32]
- 16 august: În urma unei explozii la secția de Terapie Intensivă a Maternității Giulești, au murit 6 bebeluși iar alți cinci copii sunt în stare gravă.
- 19 august: După circa 7,5 ani de ocupație, ultima unitate combatantă a forțelor militare ale Statelor Unite ale Americii a fost retrasă din Irak, în Kuwait.[33]
- 23 august: Nouă persoane, inclusiv atacatorul, au fost ucise într-un autocar în Manila, Filipine.[34]

### Septembrie
- 20- 26 septembrie: A 18-a ediție a turneului de tenis BCR Open România.
- 28 septembrie: Șapte oameni au fost uciși și alții 100 sunt dați dispăruți după alunecările de teren din Oaxaca, Mexic.[35]

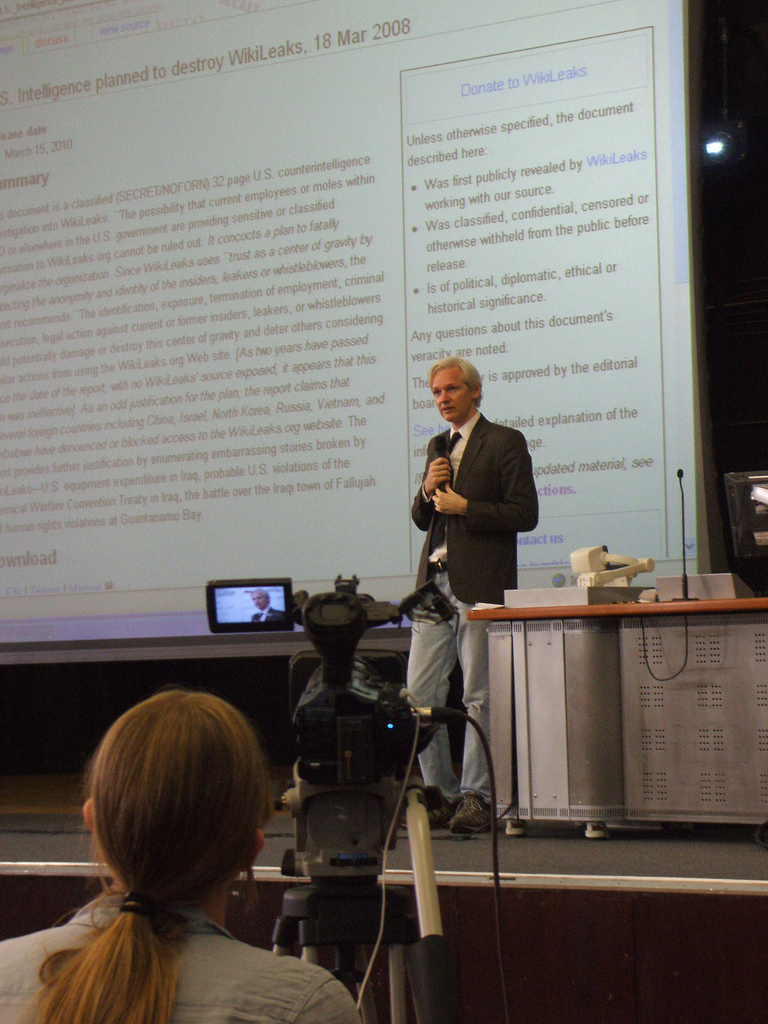
În 28 noiembrie 2010, Wikileaks a început publicarea a 251 287 de documente reprezentând corespondența dintre Departamentul de Stat al Statelor Unite ale Americii și ambasade ale Statelor Unite din toată lumea.

### Octombrie
- 10 octombrie: Antilele Olandeze sunt dizolvate, insula fiind împărțită în două, fiindu-i acordat un nou status constituțional.[36]
- 13 octombrie: 33 de mineri din apropiere de Copiapó, Chile, prinși la 700 de metri sub pământ în urma unui accident minier în mina San Jose au fost aduși la suprafață după ce au stat 69 de zile în subteran.[37]
- 18 octombrie: Deschiderea celei de-a 200 ediții Oktoberfest din München.
- 22 octombrie: Stația Spațială Internațională a depășit recordul pentru cea mai lungă ședere umană continuă în spațiu, ea fiind locuită continuu din 2 noiembrie 2000 (3.641 zile).[38][39]

### Noiembrie

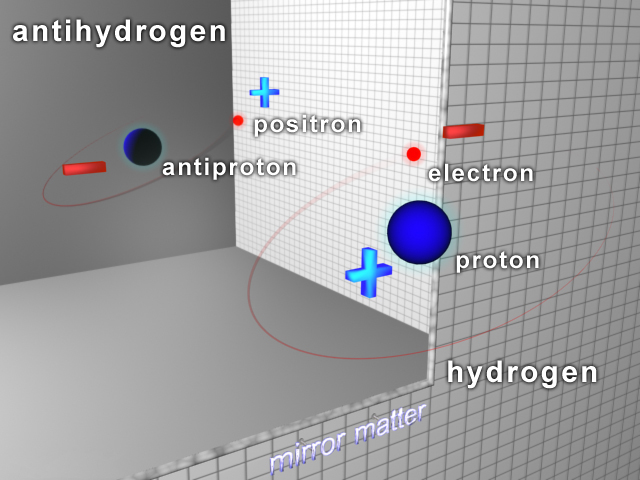
Imagine 3D a atomului de antihidrogen format din antiproton și pozitron.

- 11-12 noiembrie: Summitul G-20 are loc la Seul, Coreea de Sud. Coreea de Sud devine prima națiune ne-membră G8 care găzduiește o întâlnire a țărilor membre G-20[40]
- 13 noiembrie: Disidenta birmană Aung San Suu Kyi, laureată a Premiului Nobel pentru Pace pe anul 1991, a fost eliberată după 7 ani de arest la domiciliu.[41]
- 17 noiembrie: Cercetătorii de la CERN captează 38 de atomi de antihidrogen pentru 1/6 de secundă. Este prima dată în istorie când omul captează antimaterie. (BBC)
- 23 noiembrie: Coreea de Nord a bombardat Insula Yeonpyeong, acest lucru determinând un răspuns militar al Coreei de Sud.[42][43]
- 26 noiembrie: Deputații din Duma rusă au recunoscut oficial că Stalin a ordonat masacrarea ofițerilor polonezi la Katyn.[44]
- 27 noiembrie: România s-a calificat la Cupa Mondială de Rugby din Noua Zeelandă 2011 după ce a învins Uruguay în returul barajului de acces la turneul final.
- 28 noiembrie: WikiLeaks publică o colecție de peste 250.000 de documente diplomatice americane dintre care 100.000 sunt clasificate ca "secrete" sau "confidențiale".[45]
- 29 noiembrie: Uniunea Europeană și FMI au convenit să acorde Irlandei un împrumut de urgență de 85 miliarde euro care are ca scop soluționarea crizei bancare din Irlanda.

### Decembrie

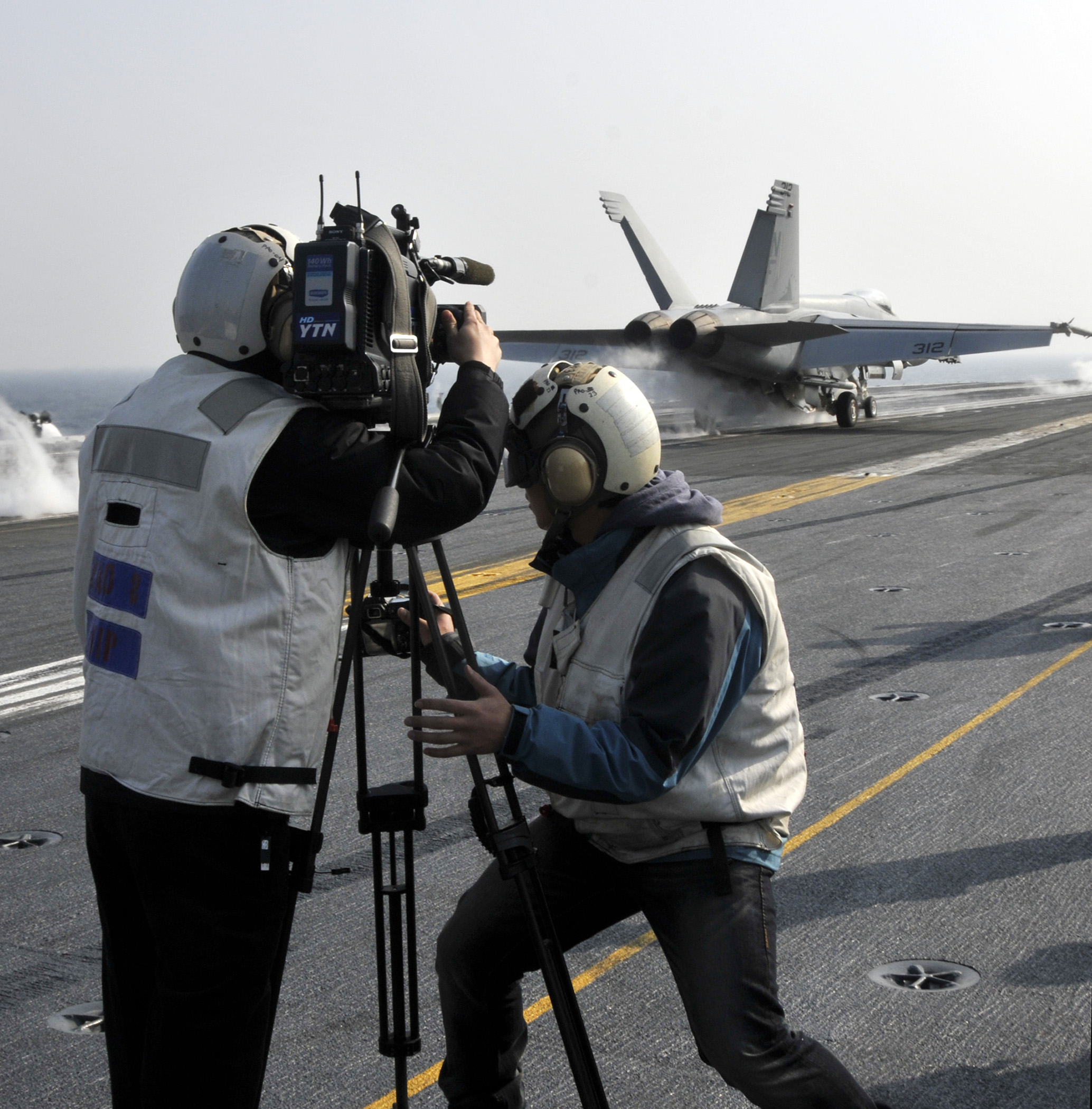
Coreea de Nord a tras mai multe obuze de artilerie peste granița sa de vest, dintre care o parte a lovit insulă sud-coreeană, Yeonpyeong

- 2 decembrie: NASA anunță descoperirea unei bacterii care supraviețuiește în arsenic.[46]
- 5 decembrie: Are loc finala Cupei Davis 2010. Serbia a învins Franța și a obținut primul său titlu.
- 10 decembrie: Președintele comitetului Nobel, Thorbjoern Jagland, a așezat diploma și medalia Premiului Nobel pentru Pace pe scaunul gol al laureatului, disidentul chinez Liu Xiaobo, aflat în închisoare în China.[47]
- 15 decembrie: Oamenii de știință au autentificat rămășițele mumificate ale capului regelui Henric al IV-lea al Franței, descoperit în 2008 în posesia unui pensionar francez.[48]
- 15 decembrie: Fondatorul Facebook, Mark Zuckerberg, a fost desemnat "Omul Anului 2010" de către revista Time.[49]
- 16 decembrie: Revista Science a anunțat care este "Descoperirea științifică a anului 2010": crearea primei punți de legătură între universul cuantic (microcosmos) și cel vizibil, o reușită a fizicienilor americani.[50]
- 16 decembrie: Compania Națională Poșta Română (CNPR) fost amendată de Consiliul Concurenței cu 7,2% din cifra de afaceri a anului trecut, respectiv cu peste 24 milioane de euro. Acuzația adusă a fost de abuz de poziție dominantă.[51]
- 17 decembrie: Consilierii generali ai Capitalei au respins proiectul privind depunerea candidaturii municipiului București pentru găzduirea Jocurilor Olimpice de vară pentru 2020, pe care l-au catalogat ca fiind un "proiect futurist", "de nerealizat".
- 19 decembrie: Finala Campionatului European de Handbal Feminin din Danemarca/Norvegia este câștigată de echipa Norvegiei care învinge Suedia. Echipa României se clasează pe locul 3, prima medalie obținută la un Campionat European Feminin de Handbal.
- 21 decembrie: Are loc o eclipsă totală de lună vizibilă în vestul Europei, America Centrală și America de Nord. Este prima eclipsă totală de lună care are loc simultan cu solstițiu de iarnă din 1638. În timpul acestui fenomen rar, Luna a prezentat o culoare roz, arămie și chiar roșu sângeriu.[52]
- 21 decembrie: Milo Đukanović a demisionat din funcția de prim-ministru al Republicii Muntenegru.
- 23 decembrie: Sute de soldați sud coreeni, tancuri, elicoptere și avioane de luptă adunate la 12 mile de granița cu Coreea de Nord au terminat cele mai ample exerciții militare pe timp de iarnă, din istorie. Coreea de Nord amenință că este pregătită să folosească bomba nucleară într-un "război sfânt" împotriva Coreei de Sud.
- 23 decembrie: În România, un om pe nume Adrian Sobaru, se aruncă de la balconul interior al Parlamentului în semn de protest.

### Nedatate
- Economia Chinei o depășește pe cea a Japoniei (măsurat în PIB), trecând pe locul doi în lume (după SUA).[53]

## Decese

### Ianuarie
- 1 ianuarie: Lhasa (Lhasa de Sela), 37 ani, cântăreață americano-mexicană (n. 1972)
- 2 ianuarie: Stelian Filip, 85 ani, poet și prozator român (n. 1924)
- 3 ianuarie: Vasile Brescanu, 69 ani, actor din R. Moldova (n. 1940)
- 4 ianuarie: Paul Ahyi, 79 ani, artist, sculptor, arhitect, pictor, designer de interior și scriitor togolez (n. 1930)
- 4 ianuarie: Arhip Cibotaru, 74 ani, dramaturg din R. Moldova (n. 1935)
- 5 ianuarie: Toni Tecuceanu (n. Aurelian-Antonio Tecuceanu), 38 ani, actor român (Cronica Cârcotașilor), (n. 1972)
- 5 ianuarie: Bobi Tsankov, 30 ani, jurnalist bulgar și om de radio (n. 1979)
- 6 ianuarie: Graham Douglas Leonard, 88 ani, episcop englez (n. 1921)
- 7 ianuarie: Philippe Séguin, 66 ani, politician francez născut în Tunisia (n. 1943)
- 9 ianuarie: Evgheni Paladiev, 61 ani, sportiv rus (hochei pe gheață), (n. 1948)
- 11 ianuarie: Miep Gies (n. Hermine Santruschitz), activistă antifascistă neerlandeză (n. 1909)
- 11 ianuarie: Anatol Jacotă, 68 ani, specialist în domeniul geneticii, fiziologiei și biotehnologiei vegetale (n. 1941)
- 11 ianuarie: Éric Rohmer, 89 ani,  regizor de teatru și de film, eseist, autor, critic de film francez (n. 1920)
- 12 ianuarie: Joseph Serge Miot, 63 ani, episcop romano-catolic (n. 1946)
- 13 ianuarie: Bill Moss, 76 ani, pilot britanic de Formula 1 (n. 1933)
- 14 ianuarie: Béla Kamocsa, 65 ani, instrumentist român de etnie maghiară (Phoenix), (n. 1944)
- 14 ianuarie: Katharina Rutschky, 68 ani, jurnalistă germană (n. 1941)
- 14 ianuarie: Petra Schürmann, 76 ani, actriță germană și moderatoare TV (n. 1933)
- 16 ianuarie: Gyula Fekete, 88 de ani, scriitor maghiar (n. 1922)
- 17 ianuarie: Kurt Bartsch, 72 ani, scriitor german (n. 1937)
- 17 ianuarie: Erich Wolf Segal, 72 ani, scriitor american de etnie evreiască (n. 1937)
- 18 ianuarie: Gheorghe Lăutaru, 49 ani, ciclist român (n. 1960)
- 19 ianuarie: Sergiu Chiriacescu, 69 ani, inginer român (n. 1940)
- 20 ianuarie: Derek Prag, 86 ani, politician britanic (n. 1923)
- 22 ianuarie: Marin Cosmescu-Delasabar, 93 ani, antologist român (n. 1916)
- 22 ianuarie: Jean Simmons, 80 ani, actriță americană (n. 1929)
- 24 ianuarie: Horea Popescu, 84 ani, regizor român (n. 1925)
- 26 ianuarie: Jorge Fontes, 75 ani, chitarist de fado portughez (n. 1935)
- 27 ianuarie: Zelda Rubinstein, 76 ani, actriță americană (n. 1933)
- 27 ianuarie: Jerome David Salinger, 91 ani, scriitor american (n. 1919)
- 27 ianuarie: Jean Tordeur, 89 ani, scriitor belgian, membru de onoare al Academiei Române (n. 1920)
- 27 ianuarie: J. D. Salinger, scriitor american (n. 1919)
- 28 ianuarie: Florin Zamfirescu, 47 ani, gazetar român (n. 1962)
- 30 ianuarie: Feodosie Vidrașcu, 81 de ani, scriitor rus născut în R. Moldova (n. 1929)
- 31 ianuarie: Kage Baker, 57 de ani, scriitoare americană (n. 1953)
- 31 ianuarie: Mihai Elin, 68 ani, poet și traducător român (n. 1941)
- 31 ianuarie: Pierre Vaneck, 78 ani, actor francez de etnie belgiană (n. 1931)

### Februarie
- 3 februarie: Prințesa Regina de Saxa-Meiningen, 85 ani, soția lui Otto von Habsburg (n. 1925)
- 3 februarie: Georges Wilson, 88 ani, actor francez de film și televiziune (n. 1921)
- 5 februarie: Mallia Franklin, 57 ani, cântăreață americană (P-Funk), (n. 1952)
- 7 februarie: William Tenn (n. Philip Klass), 89 ani, autor american de literatură SF (n. 1920)
- 9 februarie: Romulus Bărbulescu, 68 ani, antologist, dramaturg, eseist și romancier român (n. 1925)
- 11 februarie: James Cimino, 82 ani, medic specializat în îngrijiri paliative (n. 1928)
- 11 februarie: Roman Dmitriev, 60 ani, politician rus și fost luptător (n. 1949)
- 11 februarie: Alexander McQueen, 40 ani, creator britanic de modă (n. 1969)
- 12 februarie: Luis Molowny (Luis Molowny Arbelo), 86 ani, fotbalist și antrenor spaniol (n. 1925)
- 12 februarie: Nodar Kumaritashvili, 21 ani, sportiv georgian (sanie), (n. 1988)
- 13 februarie: James Douglas Johnson, 85 ani,  legiuitor și jurist american din Arkansas (n. 1924)
- 15 februarie: Constantin Bărbulescu, 82 ani, economist român (n. 1927)
- 16 februarie: John Davis Chandler, 75 ani, actor american (n. 1935)
- 17 februarie: Witold Skaruch, 80 ani, actor de teatru, film și televiziune și regizor de teatru, polonez (n. 1930)
- 19 februarie: Lionel Jeffries (Lionel Charles Jeffries), 83 ani, actor, scenarist și regizor britanic (n. 1926)
- 19 februarie: Ion Strâmbeanu, 83 ani, lăutar român (n. 1926)
- 20 februarie: Johanna Dohnal, 71 ani, politiciană și feministă austriacă (n. 1939)
- 20 februarie: Alexander Meigs Haig, jr, 85 ani, secretar de stat, american (n. 1924)
- 23 februarie: Gerhard Neef, 63 ani, fotbalist german (portar), (n. 1946)
- 25 februarie: Gheorghe Gaston-Marin (n. Gheorghe Grossman), 92 ani, comunist român de etnie evreiască (n. 1918)
- 25 februarie: Dan Mizrahi, 83 ani, pianist român de etnie evreiască (n. 1926)
- 27 februarie: Vladislav Galkin, 38 ani, actor rus (n. 1971)
- 27 februarie: Albert Tavhelidze, 79 ani, fizician de vază sovietic, de origine gruzină (n. 1930)
- 27 februarie: Wendy Toye (n. Beryl mai Jessie Toye), 92 ani, actriță, regizoare și coregrafă britanică (n. 1917)
- 28 februarie: Gene Greytak, 84 ani, actor american (n. 1925)

### Martie

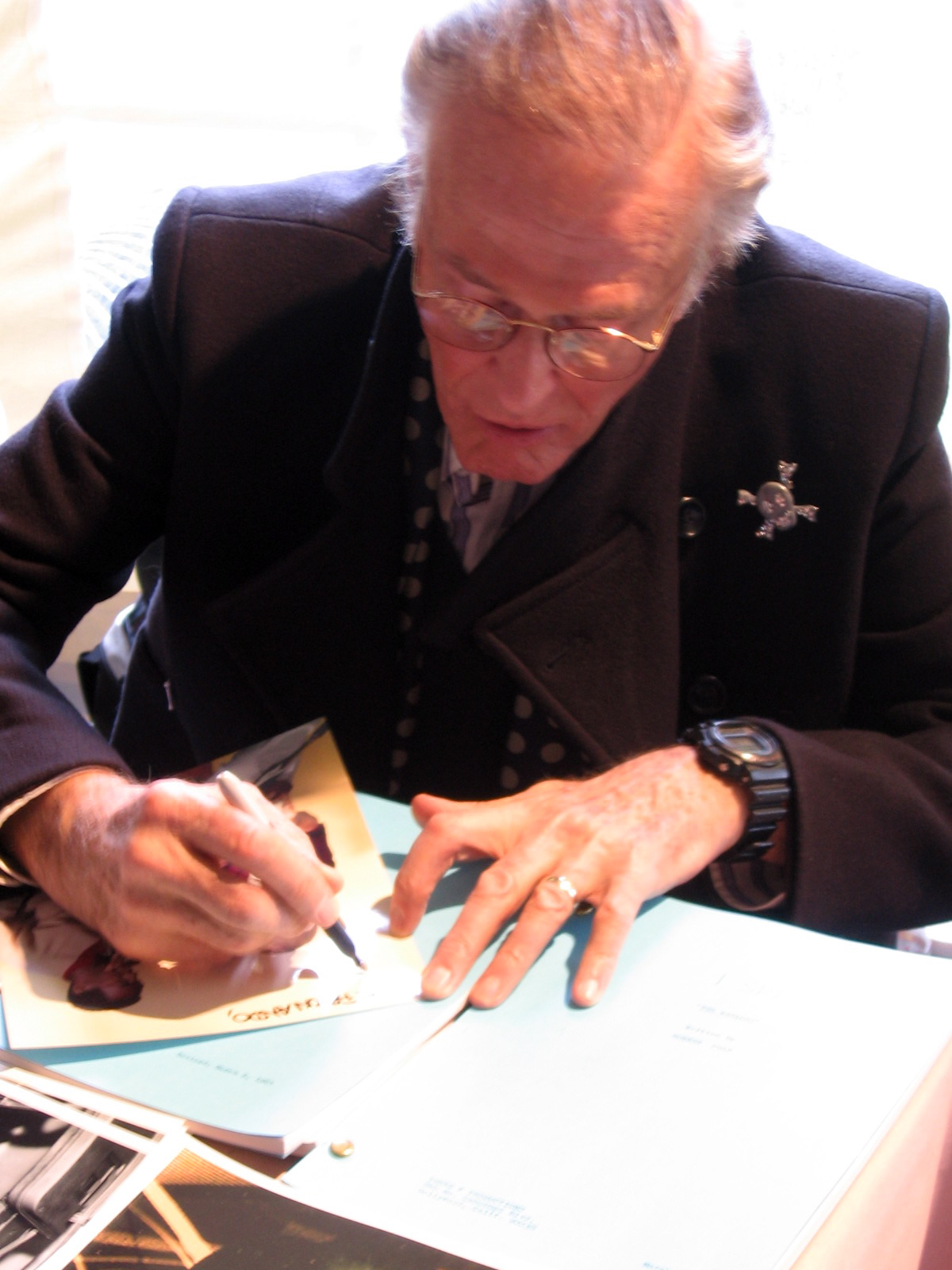
Robert Culp

- 2 martie: Stefan Hedrich, 91 ani, om de știință german originar din România (n. 1919)
- 3 martie: Keith Alexander, 53 ani, fotbalist (atacant) și antrenor britanic (n. 1956)
- 3 martie: Keith Alexander, fotbalist britanic (n. 1956)
- 4 martie: Marie-Christine Gessinger, 18 ani, fotomodel austriac (n. 1993)
- 6 martie: Valerian Fedco, 73 ani, profesor și doctor sovietic și rus (n. 1937)
- 8 martie: George Gană, 75 ani, filolog, critic literar, editor și profesor universitar român (n. 1935)
- 9 martie: Gheorghe Constantin, 77 ani, fotbalist român (atacant), (n.1932)
- 9 martie: Aurel Manolache, 78 ani, compozitor român (n. 1931)
- 10 martie: Corey Haim, 38 ani, actor canadian (n. 1971)
- 10 martie: Alexandru Mirodan (n. Alexandru Zissu Saltman), 82 ani, dramaturg român de etnie evreiască (n. 1927)
- 10 martie: Dumitru Popescu, 80 ani, preot ortodox român (n. 1929)
- 12 martie: Miguel Delibes, 89 ani, scriitor spaniol (n. 1920)
- 13 martie: Jean Ferrat (n. Jean Tenenbaum), 79 ani, poet, compozitor și cântăreț francez (n. 1930)
- 13 martie: He Pingping, 21 ani, cel mai scund om capabil să umble, de origine chineză (74,6 cm), (n. 1988)
- 13 martie: Jean-Joseph Sanfourche, 80 ani, pictor, poet, designer și sculptor francez (n. 1929)
- 14 martie: Peter Graves (n. Peter Aurness), 83 ani, actor american (n. 1926)
- 15 martie: Luigi Cascioli, 76 ani, eseist italian (n. 1934)
- 17 martie: Ștefan Gheorghiu, 83 ani, violonist și pedagog român (n. 1926)
- 17 martie: Ferenc László (Vigh Frigyes), 72 ani, muzician român de etnie maghiară (n. 1937)
- 17 martie: Ștefan Gheorghiu, muzician român (n. 1926)
- 19 martie: Ion Drabenco, 80 ani, fizician din R. Moldova (n. 1929)
- 20 martie: István Bilek, 77 ani, șahist maghiar (n. 1932)
- 20 martie: Vasile Herman, 80 ani, compozitor român (n. 1929)
- 20 martie: Ana Mureșan, 84 ani, comunistă română (n. 1925)
- 22 martie: James White Black, 85 ani, farmacist britanic, laureat al Premiului Nobel (1988), (n. 1924)
- 22 martie: Mile Cărpenișan, 34 ani, jurnalist român (n. 1975)
- 22 martie: Emil Schulz, 71 ani, pugilist german (n. 1938)
- 22 martie: Valentina Tolkunova, 63 ani, cântăreață rusă (n. 1946)
- 23 martie: Lauretta Masiero, 82 ani, actriță italiană (n. 1927)
- 23 martie: Fritz Wagnerberger, 72 ani, schior german (n. 1937)
- 24 martie: Robert Culp, 79 ani, actor american (n. 1930)
- 24 martie: Keith Wayne, actor american (n. 1945)
- 27 martie: Peter Herbolzheimer, 74 ani, cântăreț german de jazz (n. 1935)
- 27 martie: Vasili Smîslov, 89 ani, jucător rus de șah (n. 1921)
- 29 martie: Jacques Dacqmine, 85 ani, actor francez de teatru și film (n. 1924)
- 30 martie: Ilie Bogdesco, 86 ani, grafician sovietic (n. 1923)
- 30 martie: Krzysztof Teodor Toeplitz, 77 ani, jurnalist, scriitor și activist politic polonez (n. 1933)
- 31 martie: Ana Novac (n. Zimra Harsányi), 81 ani, scriitoare română de etnie evreiască (n. 1929)

### Aprilie

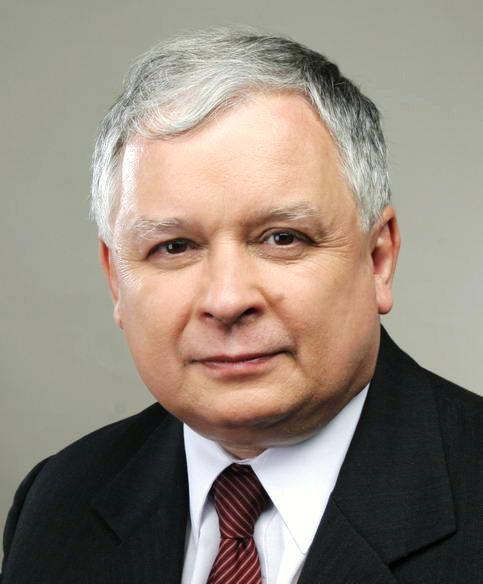
Lech Kaczyński

- 1 aprilie: John Forsythe (n. John Lincoln Freund), 92 ani, actor american (n. 1918)
- 3 aprilie: Eugène Ney Terre'Blanche, 69 ani, om politic african (n. 1941)
- 4 aprilie: Lajos Bálint, 80 ani, episcop român de etnie maghiară (n. 1929)
- 5 aprilie: Marcel Bonnaud, 74 ani, actor și regizor francez (n. 1936)
- 6 aprilie: Wilma Pearl Mankiller, 64 ani, militantă americană de etnie cherokeeză (n. 1945)
- 8 aprilie: Aladár Kovácsi, 77 ani, pentatlonist maghiar (n. 1932)
- 8 aprilie: Teddy Scholten (n. Dorothea Margaretha van Zwieteren), 83 ani, cântăreață neerlandeză (n. 1926)
- 9 aprilie: Meir Just, 101 ani, rabin evreu (n. 1908)
- 9 aprilie: Dario Mangiarotti, 94 ani, scrimer olimpic italian (n. 1912)
- 10 aprilie: Dixie Virginia Carter, 70 ani, actriță americană (n. 1939)
- 10 aprilie: Lech Kaczyński, 60 ani, președinte al Poloniei (2005-2010), (n. 1949)
- 10 aprilie: Manfred Reichert, 69 ani, fotbalist german (n. 1940)
- 10 aprilie: Dezideriu Szilagy, demnitar comunist român de origine maghiară (n. 1928)
- 10 aprilie: Jerzy Andrzej Szmajdziński, 58 ani, politician polonez (n. 1952)
- 10 aprilie: George Vasilievici, 31 ani, poet român (n. 1978)
- 12 aprilie: Alper Balaban, 22 ani, fotbalist turco-german (atacant), (n. 1987)
- 12 aprilie: Werner Schroeter, 65 ani, regizor german (n. 1945)
- 13 aprilie: Steve Reid, 66 ani, cântăreț american (n. 1944)
- 14 aprilie: Tom Ellis, 86 ani, politician britanic (n. 1924)
- 14 aprilie: Felicita Frai, 100 ani, pictor italian (n. 1909)
- 14 aprilie: Heinrich Lauer, 76 ani, publicist și scriitor român de limbă germană (n. 1934)
- 14 aprilie: Tom Ellis, politician britanic (n. 1924)
- 14 aprilie: Peter Steele, 48 ani, muzician, solist și compozitor american (n. 1962)
- 16 aprilie: Tomáš Špidlík, 90 ani,  profesor de patristică și spiritualitate a răsăritului creștin la Universitatea Pontificală Gregoriană (n. 1919)
- 17 aprilie: Alexandru Neagu, 61 ani, fotbalist român (atacant), (n. 1948)
- 17 aprilie: Alexandru Neagu, fotbalist român (n. 1948)
- 18 aprilie: Emilia Comișel, 97 ani, etnomuzicologă și profesoară universitară română (n. 1913)
- 19 aprilie: Guru (n. Keith Edward Elam), 48 ani, cântăreț, producător și actor american (n. 1961)
- 19 aprilie: György Schwajda, 67 ani, dramaturg și director de teatru, maghiar (n. 1943)
- 21 aprilie: Juan Antonio Samaranch, 89 ani, politician, diplomat, om de afaceri, antrenor și jurnalist spaniol, președinte al CIO (1980-2001), (n. 1920)
- 23 aprilie: Constantin Bălălău, 54 ani, senator român (2000-2004), (n. 1955)
- 24 aprilie: Pierre Hadot, 88 ani, filosof și istoric al filosofiei, francez (n. 1922)
- 24 aprilie: Dimitris Tsatsos, 76 ani, politician grec (n. 1933)
- 25 aprilie: Dorothy Provine, 75 ani, actriță americană (n. 1937)
- 25 aprilie: Alan Sillitoe, 82 ani, scriitor britanic (n. 1928)
- 26 aprilie: Gelu Mureșan, 66 ani, cineast român (n. 1944)
- 27 aprilie: Cristina Tacoi, 76 ani, actriță română (n. 1933)
- 28 aprilie: Cornelia Bodea, 94 ani, istoric român (n. 1916)
- 28 aprilie: Simion Gavrilă, 81 ani, arheolog român fondator al Muzeului de arheologie din Tulcea (n. 1928)
- 28 aprilie: Stefania Grodzieńska, 95 ani, scriitoare poloneză (n. 1914)
- 29 aprilie: Avigdor Arikha, 81 ani, artist român de etnie evreiască (n. 1929)

### Mai
- 1 mai: Timothy Mofolorunso Aluko, 91 ani, scriitor nigerian (n. 1918)
- 2 mai: Constantin Pițigoi, 76 ani, violonist român de etnie romă (n. 1933)
- 2 mai: Kei Satō, 81 ani, actor de film și narator japonez (n. 1928)
- 4 mai: Brita Borg, cântăreață suedeză (n. 1926)
- 5 mai: Mircea Nicolae Angelescu, 86 ani, medic infecționist român (n. 1923)
- 5 mai: Umaru Yar'Adua, 58 ani, al 13-lea președinte al Nigeriei (2007-2010), (n. 1951)
- 6 mai: Hoàng Cầm, 88 ani, poet și romancier vietnamez (n. 1922)
- 7 mai: Solomon Apt, 88 ani, traducător și filolog rus (n. 1921)
- 8 mai: Fiodor Scripcenco (Tudor Scripcenco), 74 ani, jucător și antrenor de șah din R. Moldova (n. 1935)
- 11 mai: Dirayr Mardichian (n. Dikran Mardichian), 79 ani, episcop armean (n. 1930)
- 11 mai: Imre Tóth (n. Imre Roth), 88 ani, filosof maghiar de etnie evreiască, născut în România (n. 1921)
- 11 mai: Radu P. Voinea, 86 ani, inginer român (n. 1923)
- 13 mai: Ion D. Haulică, 86 ani, medic român (n. 1924)
- 13 mai: Alexandru Sever (n. Solomon Silberman), 89 ani, prozator, dramaturg român de etnie evreiască (n. 1921)
- 15 mai: Loris Kessel, 60 ani, pilot elvețian de Formula 1 (n. 1950)
- 15 mai: Rudolf de Habsburg-Lorena (n. Rudolf Syringus Peter Karl Franz Joseph Robert Otto Antonius Maria Pius Benedikt Ignatius Laurentius Justiniani Marcus d'Aviano), 90 ani, fiul împăratului Carol I al Austriei (n. 1919)
- 16 mai: Ronnie James Dio (n. Ronaldo Giovanni Padovan), 67 ani, cântăreț și compozitor american (Dio), (n. 1942)
- 18 mai: Neculae Radu, 75 ani, om politic român (n. 1934)
- 18 mai: Edoardo Sanguineti, 79 ani, poet, scriitor și profesor universitar italian (n. 1930)
- 18 mai: Eduardo Sanguinetti, scriitor italian (n. 1930)
- 20 mai: Vasile Vîșcu, vicepremier al RSS Moldovenești și deținut politic (n. 1940)
- 22 mai: Martin Gardner, 95 ani, scriitor american (n. 1914)
- 23 mai: Leonida Georgievna, Mare Ducesă a Rusiei (n. Leonida Bagration de Mukhrani), 95 ani (n. 1914)
- 23 mai: Simon Mark Monjack, 39 ani, regizor britanic (n. 1970)
- 24 mai: Paul Dedrick Gray, 38 ani, basist american (Slipknot), (n. 1972)
- 24 mai: Eugenia Paul, 75 ani, actriță și dansatoare americană (n. 1935)
- 25 mai: Pino Daeni, 70 ani, pictor italian (n. 1939)
- 26 mai: Jean Constantin (n. Constantin Cornel Jean), 81 ani, actor român de comedie (n. 1928)
- 28 mai: Gary Coleman (Gary Wayne Coleman), 42 ani, actor american (n. 1968)
- 28 mai: Mihai Drăgănescu, 80 ani, inginer, autor, filosof și eseist român, membru titular al Academiei Române (n. 1929)
- 29 mai: Dennis Lee Hopper, 74 ani, actor american (n. 1936)
- 30 mai: Ali-Ollie Woodson, 58 ani, cântăreț american (The Temptations), (n. 1951)

### Iunie

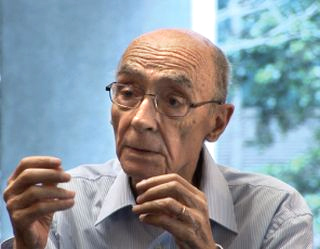
José Saramago

- 3 iunie: Vladimir Arnold, 72 ani, matematician rus (n. 1937)
- 3 iunie: Luigi Padovese, 63 ani, teolog catolic italian (n. 1947)
- 5 iunie: Ion Stănescu (n. Ion Silaghi), 81 ani, comunist și general român (n. 1929)
- 7 iunie: Petru Codrea, 75 ani, jurnalist, scriitor, profesor, consultant media român (n. 1934)
- 7 iunie: Mărioara Baba Vojnovic, 59 ani, poetă, critic de teatru și film, jurnalistă din Banatul Sârbesc (n. 1950)
- 10 iunie: Ferdinand Oyono, 80 ani, politician și scriitor camerunez (n. 1929)
- 10 iunie: Liana Pasquali, 94 ani, harpistă română (n. 1915)
- 10 iunie: Sigmar Polke, 69 ani, artist vizual german (n. 1941)
- 12 iunie: Richard Darwin Keynes, 90 ani, fiziolog britanic (n. 1919)
- 14 iunie: Dan Claudiu Vornicelu, 36 ani, muzician român (n. 1973)
- 15 iunie: Bekim Fehmiu, 74 ani, actor iugoslav de teatru și film, de etnie albaneză (n. 1936)
- 16 iunie: Garry Marshall Shider, 56 ani, muzician american (n. 1953)
- 17 iunie: Elżbieta Czyżewska, 72 ani, actriță poloneză (n. 1938)
- 18 iunie: José Saramago, 87 ani, scriitor portughez (n. 1922)
- 18 iunie: Maria Tacu (Maria Constantines), 61 ani, scriitoare română (n. 1949)
- 19 iunie: Manute Bol, 47 ani, jucător sudanez de baschet (n. 1962)
- 20 iunie: Eugenia Todorașcu, 73 ani, actriță din R. Moldova (n. 1936)
- 22 iunie: Manfred Römbell, 68 ani, scriitor german (n. 1941)
- 23 iunie: Magda Frank, 95 ani, sculptoriță maghiaro-argentiniană de etnie evreiască (n. 1914)
- 23 iunie: Mohamed Mzali, 85 ani, prim-ministru al Tunisiei (1980-1986), (n. 1925)
- 26 iunie: Algirdas Brazauskas, 77 ani, primul președinte al Lituaniei (1993-1998), (n. 1932)
- 26 iunie: Moshe Carmilly-Weinberger, 102 ani, rabin neolog și istoric american de etnie evreiască (n. 1908)
- 27 iunie: Ken Coates (Kenneth Sidney Coates), 79 ani, politician britanic (n. 1930)
- 27 iunie: Eugenia I. Zaharia , 89 ani, istoric, cercetător și arheolog, membră a Institutului de Arheologie din București (n. 1921)

### Iulie
- 2 iulie: Beryl Bainbridge (Dame Beryl Margaret Bainbridge), 77 ani, scriitoare engleză (n. 1932)
- 5 iulie: Geavit Musa, 79 ani, fizician român de etnie tătară (n. 1931)
- 5 iulie: Bob Probert, 45 ani, sportiv canadian (hochei pe gheață), (n. 1965)
- 6 iulie: Maria Homerska, 85 ani, actriță poloneză de teatru și film (n. 1925)
- 6 iulie: Simion Stanciu (aka Syrinx), 60 ani, naist român (n. 1949)
- 6 iulie: Árpád Antal, 84 ani, scriitor, istoric literar și profesor de istorie literară, maghiar (n. 1925)
- 7 iulie: Frank Dochnal, 89 ani, pilot american de Formula 1 (n. 1920)
- 7 iulie: Aristide Traian Teodorescu, 85 ani, inginer român (n. 1924)
- 8 iulie: Adrian Podoleanu, 81 ani, pictor român (n. 1928)
- 9 iulie: Jessica Anderson, 93 ani, romancieră și nuvelistă australiană (n. 1916)
- 12 iulie: James P. Hogan, 69 ani, autor britanic de literatură SF (n. 1941)
- 12 iulie: Lucia Mureșan, 72 ani, actriță română (n. 1938)
- 13 iulie: Vernon Baker, 90 ani,  locotenent al Forțelor Terestre ale Statelor Unite (n. 1919)
- 13 iulie: Ken Barnes (Kenneth Herbert Barnes), 81 ani, fotbalist englez (n. 1929)
- 14 iulie: Mike Michael Kerruish, 61 ani, politician din Insula Man (n. 1948)
- 14 iulie: Mădălina Manole (n. Magdalena-Anca Manole), 43 ani, cântăreață, compozitoare și instrumentistă română (n. 1967)
- 16 iulie: Alice Colonieu, 85 ani, pictoriță franceză (n. 1924)
- 16 iulie: James Gammon, 70 ani, actor american (n. 1940)
- 16 iulie: Jean Montreuil, 89 ani, biochimist francez, membru de onoare al Academiei Române (n. 1920)
- 18 iulie: Mircea Micu, 73 ani, poet român (n. 1937)
- 19 iulie: Antoinette Meyer,  90 ani, schioare alpină elvețiană (n. 1920)
- 22 iulie: Petru Baracci, 88 ani, actor de teatru și film din Republica Moldova (n. 1929)
- 24 iulie: Alex Higgins (Alexander Gordon Higgins), 61 ani, jucător nord-irlandez (snooker), (n. 1949)
- 27 iulie: Simion Ghimpu, 71 ani, poet din R. Moldova (n. 1939)
- 28 iulie: Cornelia Ștefănescu, 81 ani, critic și istoric literar român (n. 1928)
- 29 iulie: Nicolae Popescu, 72 ani, matematician român (n. 1937)

### August

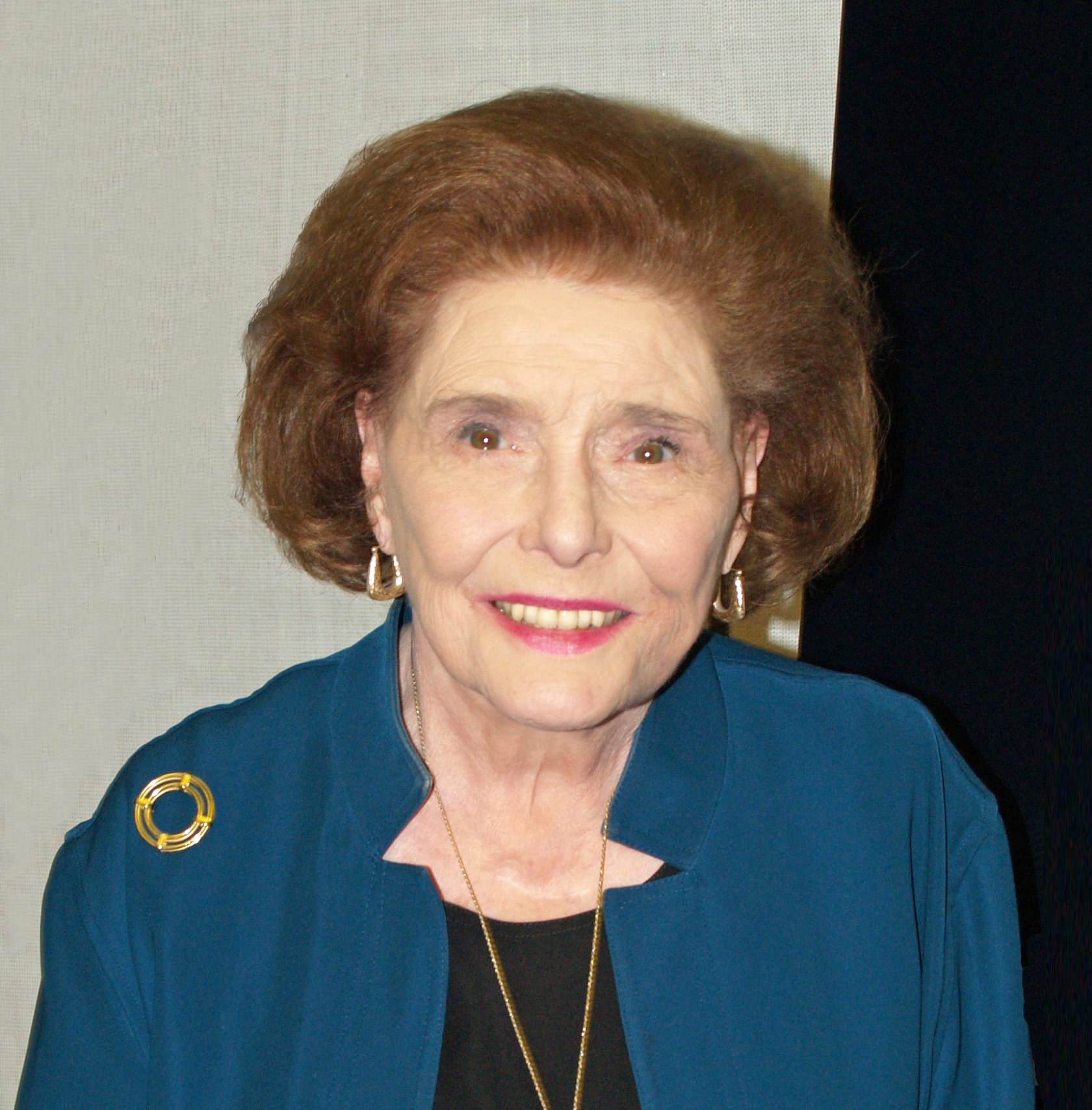
Patricia Neal

- 6 august: Catfish Collins (n. Phelps Collins), 66 ani, muzician american (n. 1944)
- 6 august: Tony Judt, 62 ani, istoric britanic de origine evreiască, specializat pe istoria Europei (n. 1948)
- 7 august: Diana Maria Bușoi, 36 ani, politician român (n. 1973)
- 7 august: Bruno Cremer (n. Bruno Jean Marie Crémer), 80 ani, actor francez (n. 1929)
- 8 august: Patricia Neal (n. Patsy Louise Neal), 84 ani, actriță americană (n. 1926)
- 10 august: Árpád Papp, 73 ani, poet, istoric literar, traducător și profesor maghiar (n. 1937)
- 10 august: Árpád Papp, poet, istoric literar, traducător și profesor maghiar (n. 1937)
- 13 august: Lance Cade (n. Lance Kurtis McNaught), 29 ani, wrestler american (n. 1981)
- 14 august: Herman Leonard, 87 ani, fotograf american (n. 1923)
- 14 august: Ioan Timiș, 58 ani, deputat român (1990-1996 și 2000-2010), (n. 1951)
- 15 august: Stela Huțan Palade, 89 ani, aviatoare română (n. 1921)
- 16 august: Nicolae Truță, 61 ani, artist plastic român (n. 1949)
- 17 august: Anatol Codru, 74 ani, regizor de film din R. Moldova (n. 1936)
- 17 august: Francesco Maurizio Cossiga, 82 ani, președinte al Italiei (1985-1992), (n. 1928)
- 17 august: Bill Millin (aka Piper Bill), 86 ani, soldat britanic (n. 1922)
- 18 august: Harold Vincent Connolly, 79 ani, atlet american (n. 1931)
- 18 august: Zoltan David, 78 ani, fotbalist român (n. 1932)
- 18 august: Carlos Hugo de Bourbon-Parma (n. Hugues Marie Sixte Robert Louis Jean Georges Benoît Michel), 80 ani, pretendent carlist la tronul Spaniei (n. 1930)
- 19 august: Iuri Grekov, 72 ani, scriitor și traducător sovietic din R. Moldova de limbă rusă (n. 1938)
- 20 august: Maria Bocșe, 70 ani, etnolog român (n. 1939)
- 20 august: Tiberio Murgia, 81 ani, actor de film, italian (n. 1929)
- 20 august: Renato Pollini, 85 ani, politician italian (n. 1925)
- 21 august: Gheorghe Apostol, 97 ani, comunist român (n. 1913)
- 21 august: Tudor Drăganu, 97 ani, jurist român, membru de onoare al Academiei Române (n. 1912)
- 21 august: Rodolfo Fogwill, 69 ani, scriitor și sociolog argentinian (n. 1941)
- 23 august: Gheorghe Cercelescu, 72 ani, jurnalist român (n. 1937)
- 24 august: Gheorghe Fiat, 80 ani, boxer român (n. 1929)
- 24 august: Constantin Lache, 86 ani, antrenor emerit de handbal, român (n. 1923)
- 24 august: Ion Samus, 84 ani,  fizician din RSSM și Republica Moldova, doctor în științe fizico-matematice (n. 1926)
- 24 august: Elena Sereda, 84 ani, actriță română (n. 1926)
- 26 august: Baruțu T. Arghezi, 84 ani, prozator, eseist și publicist român, fiul lui Tudor Arghezi (n. 1925)
- 27 august: Anton Geesink, 76 ani, judocan neerlandez (n. 1934)
- 27 august: Lee Yun-gi, 63 ani, scriitor și traducător sud-coreean (n. 1947)
- 27 august: Aleksandr Monin, 55 ani, cântăreț rus (n. 1954)
- 28 august: Sinan Hasani, 88 ani, președinte al Iugoslaviei (1986-1987), (n. 1922)
- 28 august: Augustinos Andreas Kantiotis, 103 ani, mitropolit grec (n. 1907)
- 28 august: William Benjamin Lenoir, 71 ani, astronaut american (STS-5, Columbia), (n. 1939)
- 30 august: Francisco Varallo (n. Francisco Antonio Varallo), 100 ani, fotbalist argentinian (atacant), (n. 1910)

### Septembrie

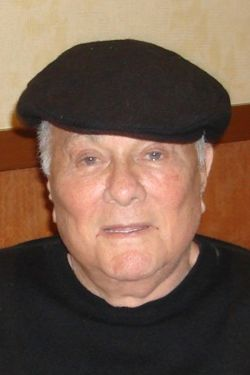
Tony Curtis

- 2 septembrie: Shmuel Eisenstadt, 86 ani, sociolog și scriitor evreu  (n. 1923)
- 2 septembrie: Leo Trepp, 97 ani, rabin evreu (n. 1913)
- 3 septembrie: Mike Edwards (aka Deva Pramada), 62 ani, violoncelist englez (Electric Light Orchestra), (n. 1948)
- 6 septembrie: Andi Andrieș, 76 ani, dramaturg, editor, publicist și poet român (n. 1934)
- 8 septembrie: Rosemarie Dexter, 66 ani, actriță britanică naturalizată italiană, de origine pakistaneză (n. 1944)
- 8 septembrie: Israel Tal, 85 ani,  general israelian (n. 1924)
- 10 septembrie: Rade Marković, 88 ani, actor sârb de teatru și de film (n. 1921)
- 11 septembrie: Bastion Booger (n. Michael Shaw), 53 ani, wrestler american (n. 1957)
- 11 septembrie: Kevin McCarthy, 96 ani, actor american (n. 1914)
- 11 septembrie: Bernard Ștef, 93 ani, călugăr asumpționist român (n. 1916)
- 12 septembrie: Claude Chabrol (Claude Henri Jean Chabrol), 80 ani, regizor francez (n. 1930)
- 13 septembrie: Anton Șuteu, 63 ani, compozitor român (n. 1947)
- 14 septembrie: Tatiana Constantinov, 71 ani, membru titular al Academiei de Științe a Moldovei, director al Institutului de Ecologie și Geografie al AȘM (n. 1939)
- 15 septembrie: Édouard Valéry, 86 ani, membru al rezistenței franceze (n. 1924)
- 16 septembrie: Prințul Friedrich Wilhelm de Hohenzollern, 86 ani, șeful Casei princiare de Hohenzollern-Sigmaringen (n. 1924)
- 16 septembrie: Keiju Kobayashi, 86 ani, actor japonez de film (n. 1923)
- 17 septembrie: Vladimir Fiodorov, 77 ani, academician rus (n. 1933)
- 19 septembrie: Horia Șerbănescu, 86 ani, actor român de comedie (n. 1924)
- 21 septembrie: Valentin Popa, 70 ani, pictor român (n. 1940)
- 22 septembrie: Eddie Fisher (Edwin Jack Fisher), 82 ani, cântăreț și actor american (n. 1928)
- 23 septembrie: Isabelle Borg, 51 ani, artistă britanico-malteză (n. 1959)
- 24 septembrie: Ghenadi Ianaev, 73 ani, politician rus (n. 1937)
- 24 septembrie: Anneliese Küppers, 81 ani, sportivă germană (n. 1929)
- 24 septembrie: Marin Tarangul (Ștefan Marin Sergiu Tarangul), 72 ani, teolog și istoric român (n. 1938)
- 26 septembrie: Ioan Brezeanu, 94 ani, autor român (n. 1916)
- 26 septembrie: Jimi Heselden, 62 ani, antreprenor englez (n. 1948)
- 26 septembrie: Gloria Stuart (n. Gloria Frances Stewart), 100 ani, actriță americană (n. 1910)
- 28 septembrie: Lilia Amarfi, 60 ani, solistă de operetă din R. Moldova (n. 1949)
- 29 septembrie: Georges Charpak, 86 ani, fizician francez, laureat al Premiului Nobel (1992), (n. 1924)
- 29 septembrie: Tony Curtis (n. Bernard Schwartz), 85 ani, actor american de etnie evreiască (n. 1925)
- 29 septembrie: Eduardo Manchón Molina, 80 ani, fotbalist spaniol (atacant) (n. 1930)

### Octombrie
- 1 octombrie: Audouin Charles Dollfus, 85 ani, fizician, astronom și aeronaut francez (n. 1924)
- 3 octombrie: Vitali Romanenko, 84 ani, trăgător de tir ucrainean (n. 1926)
- 4 octombrie: Gheorghe Minoiu, 78 ani, comentator sportiv la Radio România Actualități (n. 1932)
- 4 octombrie: Norman  Wisdom, 95 ani, actor, cântăreț și comedian britanic (n. 1915)
- 5 octombrie: Roy Ward Baker (n. Roy Horace Baker), 93 ani, regizor britanic (n. 1916)
- 5 octombrie: Bernard Clavel (Bernard Charles Henri Clavel), 87 ani, scriitor francez (n. 1923)
- 6 octombrie: Sakina Alieva, 84 ani, om politic azero-sovietic (n. 1925)
- 7 octombrie: Constantin Țîbîrnă, 81 ani, academician din R. Moldova (n. 1929)
- 9 octombrie: Maurice Allais, 99 ani, economist francez, laureat al Premiului Nobel (1988), (n. 1911)
- 9 octombrie: Zecharia Sitchin, 90 ani, autor american de etnie azerbaidjană (n. 1920)
- 10 octombrie: Mattei Dogan, 89 ani, sociolog francez de etnie română, membru de onoare al Academiei Române (n. 1920)
- 10 octombrie: Joan Alston Sutherland, 83 ani, soprană australiană (n. 1926)
- 11 octombrie: Richard Henry Morefield, 81 ani, diplomat american care a servit în Serviciul Extern al Statelor Unite (n. 1929)
- 11 octombrie: Donald Henry Tuck, 87 ani, scriitor australian (n. 1922)
- 12 octombrie: Angelo Infanti, 71 ani, actor italian de film (n. 1939)
- 14 octombrie: Benoît Mandelbrot, 85 ani, matematician polonez de etnie evreiască (n. 1924)
- 15 octombrie: Ilie Alexandru, 58 ani, om de afaceri român (n. 1952)
- 17 octombrie: Mircea Ghițulescu, 65 ani, critic literar, prozator și eseist român (n. 1945)
- 20 octombrie: Faruk Ahmad Khan Leghari, 70 ani, președinte al Pakistanului (1993-1997), (n. 1940)
- 20 octombrie: Nicolae Popa, 91 ani, meșter popular, arheolog, etnolog, poet și dascăl român (n. 1919)
- 24 octombrie: Sylvia Sleigh, 94 ani,  pictoriță realistă americană (n. 1916)
- 24 octombrie: Joseph Stein, 98 ani, dramaturg american (n. 1912)
- 25 octombrie: Ion Mircea Enescu, 90 ani, arhitect român (n. 1920)
- 25 octombrie: Vesna Parun, 88 ani, poetă croată (n. 1922)
- 26 octombrie: Constantin Dospinescu, 77 ani, politician român, primar al municipiului Piatra Neamț (1980-1986), (n. 1933)
- 27 octombrie: Mircea Boulescu, 76 ani, senator român (1992-1996), (n. 1934)
- 27 octombrie: Néstor Kirchner, 60 ani, politician și jurist argentinian (n. 1950)
- 30 octombrie: Harry Mulisch, 93 ani, scriitor neerlandez (n. 1927)

### Noiembrie

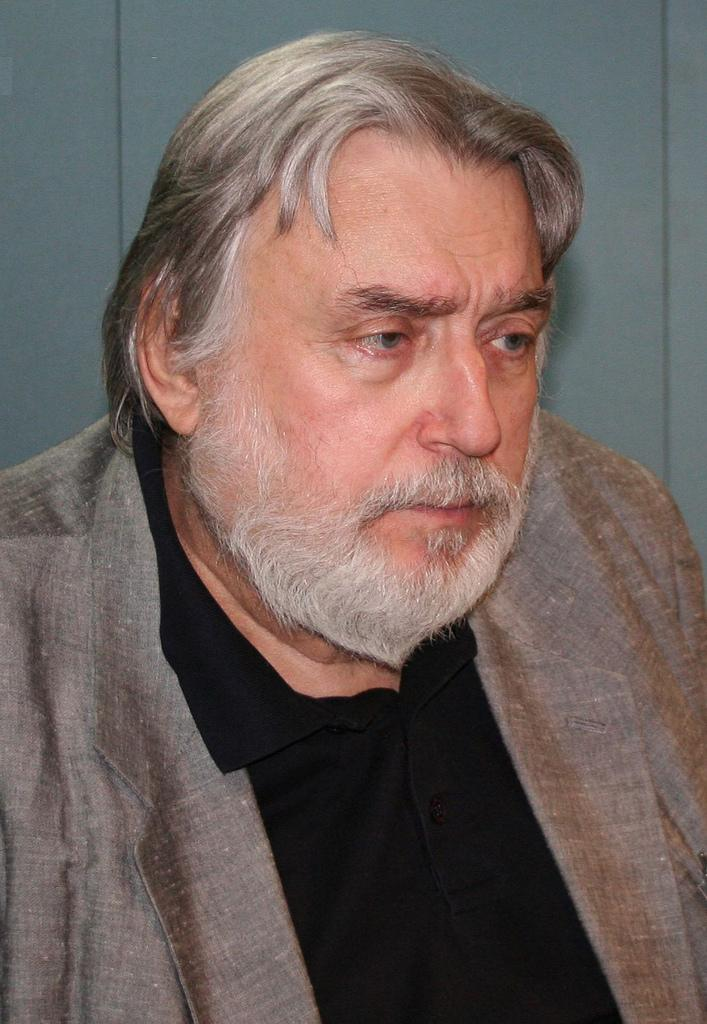
Adrian Păunescu

- 1 noiembrie: Mihai Chițac, 81 ani, general român, ministru de interne (1989-1990), (n.1928)
- 3 noiembrie: Viktor Cernomîrdin, 72 ani, om politic rus (n. 1938)
- 4 noiembrie: Antoine Duquesne, 69 ani, politician belgian (n. 1941)
- 5 noiembrie: Jill Clayburgh, 66 ani, actriță americană (n. 1944)
- 5 noiembrie: Adrian Păunescu, 67 ani, poet, autor, critic literar, eseist, director de reviste, publicist, textier, scriitor, traducător și politician român (n. 1943)
- 6 noiembrie: Domnica Darienco, 91 ani, actriță din R. Moldova (n. 1919)
- 7 noiembrie: Burschi (n. Max Emanuel Gruder), 82 ani, grafician român de etnie evreiască (n. 1928)
- 10 noiembrie: Andreas Kirchner, 57 ani, bober german (n. 1953)
- 12 noiembrie: Henryk Mikołaj Górecki, 76 ani, compozitor polonez (n. 1933)
- 13 noiembrie: Luis Garcia Berlanga, 89 ani, regizor spaniol (n. 1921)
- 13 noiembrie: Allan Sandage (Allan Rex Sandage), 84 ani, astronom american (n. 1926)
- 15 noiembrie: Edmond Amran El Maleh, 93 ani, scriitor și jurnalist marocan de etnie evreiască (n. 1917)
- 15 noiembrie: Angèle Ntyugwetondo Rawiri, 56 ani, scriitoare gaboneză (n. 1954)
- 16 noiembrie: Ilie Savu, 90 ani, fotbalist (portar) și antrenor român (n. 1920)
- 16 noiembrie: Petru Zaim, 81 ani, lăutar român de etnie romă (n. 1929)
- 18 noiembrie: Brian G. Marsden (Brian Geoffrey Marsden), 73 ani, astronom englez (n. 1937)
- 18 noiembrie: Gaye Stewart, 87 ani, jucător canadian de hochei (n 1923)
- 19 noiembrie: Ludovic Demény, 84 ani, senator român de etnie maghiară (1990-1992), (n. 1926)
- 20 noiembrie: Roxana Briban, 39 ani, solistă română de operă (soprană), (n. 1971)
- 20 noiembrie: Walter Helmut Fritz, 81 ani, poet, romancier, eseist și traducător german (n. 1929)
- 20 noiembrie: Iancu Holtea, 60 ani, deputat român (n. 1950)
- 21 noiembrie: Jean Pârvulescu (aka Jean Parvulesco), 81 ani, scriitor și jurnalist francez de etnie română (n. 1929)
- 22 noiembrie: Frank John Fenner, 95 ani, microbiolog australian (n. 1914)
- 22 noiembrie: Adrian Hsia, 71 ani, cercetător literar, germanist și anglist chinez (n. 1938)
- 22 noiembrie: Gabriel Stănescu, 59 ani, scriitor român (n. 1951)
- 23 noiembrie: Ingrid Pitt (n. Natașa Petrovna), 73 ani, actriță britanică (n. 1937)
- 24 noiembrie: Klaus Terfloth, 81 ani, diplomat german (n. 1929)
- 26 noiembrie: Milan Ferko (aka A. Binderov, František Milko), 80 ani, scriitor, jurnalist și dramaturg slovac (n. 1929)
- 27 noiembrie: Irvin Kershner, 87 ani, regizor american de film (n. 1923)
- 28 noiembrie: Guy Lapébie, 93 ani, ciclist de performanță francez, medaliat olimpic (n. 1916)
- 28 noiembrie: Leslie Nielsen, 84 ani, actor american de etnie canadiană (n. 1926)
- 29 noiembrie: Bella Ahmadulina (Izabella Ahatovna Ahmadulina), 73 ani, poetă rusă (n. 1937)
- 29 noiembrie: Mario Monicelli, 95 ani, regizor și scenarist italian (n. 1915)
- 29 noiembrie: Maurice Wilkes (Maurice Vincent Wilkes), 97 ani, informatician britanic (n. 1913)

### Decembrie
- 3 decembrie: Vasil Barladeanu, 68 ani, istoric de artă, poet, jurnalist, politician și românist ucrainean (n. 1942)
- 5 decembrie: Gheorghe Enoiu, 83 ani, colonel român în cadrul DSS (n. 1927)
- 5 decembrie: Constantin Popovici, 86 ani, academician din R. Moldova (n. 1924)
- 7 decembrie: Elizabeth Edwards, 61 ani, scriitoare, activistă și avocată americană (n. 1949)
- 10 decembrie: Gheorghe Ciompec, 78 ani, profesor universitar român (n. 1932)
- 10 decembrie: John Bennett Fenn, 93 ani, chimist american, laureat al Premiului Nobel (2002), (n. 1917)
- 12 decembrie: Tom Walkinshaw, 64 ani, pilot de curse auto și proprietar al echipei de Formula 1 Arrows (n. 1946)
- 13 decembrie: Claude B. Levenson, 72 ani, jurnalistă, scriitoare, traducătoare și sinologă franceză (n. 1938)
- 15 decembrie: Blake Edwards (n. William Blake Crump), 88 ani, regizor, producător de filme și scenarist american (n. 1922)
- 17 decembrie: Captain Beefheart (n. Don Glen Vliet), 69 ani, muzician american (The Magic Band), (n. 1941)
- 17 decembrie: Ciupi Rădulescu (n. Gheorghe Ciupercă), 80 ani, actor român (n. 1930)
- 17 decembrie: Luc Méloua, jurnalist francez (n. 1936)
- 18 decembrie: John Bukovsky (n. Ján Fukna), 86 ani, arhiepiscop romano-catolic american (n. 1924)
- 18 decembrie: Rodica Tapalagă, 71 ani, actriță română (n. 1939)
- 21 decembrie: Valeriu Gagiu, 72 ani, jurnalist din R. Moldova (n. 1938)
- 23 decembrie: Olga Porumbaru, 91 ani, actriță și artistă plastică americană de etnie română (n. 1919)
- 24 decembrie: Semion Șoihet, 79 ani, arhitect sovietic din R. Moldova (n. 1931)
- 25 decembrie: Carlos Andrés Pérez Rodriguez, 88 ani, președinte al Venezuelei (1974-1979 și 1989-1993), (n. 1922)
- 26 decembrie: Albert Ghiorso, 95 ani, fizician american (n. 1915)
- 27 decembrie: Tudor Cataraga, 54 ani, artist plastic din R. Moldova (n. 1956)
- 27 decembrie: Aurelian Mortoiu, 79 ani, general român în cadrul DSS (n. 1931)
- 28 decembrie: Hideko Takamine, 86 ani, actriță japoneză (n. 1924)
- 30 decembrie: Bobby Farrell (n. Roberto Alfonso Farrell), 61 ani, cântăreț și dansator neerlandez (Boney M), (n. 1949)
- 31 decembrie: Per Oscarsson (n. Per Oscar Heinrich Oscarsson), 83 ani, actor suedez (n. 1927)

### Nedatate
- Leon Birnbaum, 92 ani, matematician, inginer, logician și filosof evreu român (n. 1918)
- Ziba Ganiyeva (Ziba Pașa qizi Ganieva), 86 ani, filologă azeră și fostă lunetistă în cel de-Al Doilea Război Mondial (Frontul nord-vest, divizia a 3-a de tragere din Moscova), (n. 1923)
- Hiroshi Saeki, 73 ani, fotbalist japonez (atacant), (n. 1936)
- Ioan Șandru, 96 ani, geograf român (n. 1913)
- Aurel Zahan, 71 ani, sportiv român (polo pe apă), (n. 1938)
- Ioan Cristolovean, 62 ani, senator român în legislatura 2000-2004 ales în județul Brașov pe listele partidului PD (n. 1948)

## Premii Nobel
- Chimie: Richard F. Heck, Ei-ichi Negishi și Akira Suzuki (Japonia)
- Economie: Peter A. Diamond, Dale T. Mortensen și Christopher A. Pissarides (Cipru)
- Fizică: Andre Geim și Konstantin Novosiolov (Rusia)[54]
- Literatură: Mario Vargas Llosa (Peru)
- Medicină: Robert G. Edwards (Regatul Unit)[55]
- Pace: Xiaobo Liu (China)

## Mari sărbători religioase
- 4 aprilie: Paștele ortodox și catolic
- 25 noiembrie: Thanksgiving Day în Statele Unite
- 25 decembrie: Crăciunul

## 2010 în filme
Aceasta este o listă de filme cu acțiunea în 2010, nu realizate în 2010:
- 2010: Contactul (1984)
- Tamala 2010: A Punk Cat in Space (2002)
- În suburbii (2003)
- Antidotul (2004)
- District 9 (2009)